# Via Cecilia
La via Cecilia (in latino Via Caecilia) era una antica via romana che, partendo da Roma, raggiungeva la costa del medio adriatico in territorio piceno.
Il suo tracciato è oggi, in parte, percorso dalla strada statale 80 del Gran Sasso d'Italia.
Nel 1873 il rinvenimento a Roma nei pressi di Porta Collina di una lapide - il cui testo risultava in gran parte mancante - fu sufficiente a dimostrare l'esistenza in epoca romana di una via Caecilia e, insieme al precedente ritrovamento di alcune pietre miliari nel territorio teramano, a fornire degli indizi circa la cronologia di costruzione ed il percorso di quella che da allora sarebbe entrata nel novero delle viae publicae romanae.
Alla fine dell'Ottocento si ritenne che la strada fosse opera di Lucio Cecilio Metello Diademato, console nel 117 a.C., da cui aveva preso il nome. Gli studiosi dell'epoca ipotizzarono che la via Caecilia fosse un'alternativa più breve alla già nota via Salaria per raggiungere l'Adriatico. La strada dipartendosi dal percorso della Salaria nel territorio di Trebula Mutuesca (Monteleone Sabino) doveva raggiungere, attraverso i monti tra le valli dei fiumi Salto e Turano prima e il gruppo del Monte Nuria poi, il municipio di Amiternum (San Vittorino) da dove sarebbe proseguita, attraverso il Passo delle Capannelle e la valle del Vomano, verso Hatria (Atri). Una diramazione della via prima di Hatria avrebbe raggiunto Interanmnia Pretuttiorum (Teramo) e quindi la costa, più a nord di Hatria, presso Castrum Novum (Giulianuova).
Studi recenti tendono ad anticipare la realizzazione della strada per opera di Lucio Cecilio Metello Dentro, console nel 284 a.C. e ad identificarne il percorso in larga parte con quello più tardi esclusivamente attribuito alla via Salaria da Roma ad Interocrium (Antrodoco) e con quello della diramazione della Salaria che da Interocrium (Antrodoco) raggiungeva Amiternum quindi la costa adriatica senza invocare il percorso, più breve ma più accidentato a scavalcare le valli dei fiumi Turano e Salto e i Ceraunii Montes, ipotizzato nell'Ottocento.
Gli studi più recenti sulla via Caecilia hanno indotto, indirettamente, un ripensamento anche sulla cronologia realizzativa della via Salaria.
(Niccolò Persichetti, Alla ricerca della Via Caecilia, 1902)

## Riscoperta della via Caecilia
Alla fine dell'Ottocento una serie di rinvenimenti fortuiti a Roma e nel teramano indussero gli studiosi a riconoscere l'esistenza di una via publica romana fino ad allora sconosciuta: la via Caecilia.
Le vicende che portarono dai rinvenimenti dei reperti, avvenuti in periodi distanti nel tempo e in luoghi distanti nello spazio, alla riscoperta dell'esistenza della via Caecilia, della sua cronologia e del suo possibile tracciato, costituiscono un'esemplare testimonianza di ricerca tra indizi e congetture che, dal secolo scorso, continua ancora oggi.
Studiosi e appassionati continuano a dibattere sul percorso della via Caecilia dal momento che le evidenze archeologiche per sostenere le ipotesi sul tracciato sono solo frammentarie.

### La lapide di Porta Collina

#### Rinvenimento (1873)
Durante il periodo di espansione edilizia della città di Roma all'indomani della spostamento della capitale del Regno d'Italia, nel 1873, venne rinvenuta una lapide negli scavi per le fondazioni dell'edificio che avrebbe ospitato il Ministero delle Finanze tra la stazione Termini e via XX Settembre. La lapide, mutila, presentava un'iscrizione di difficilissima lettura.

#### Catalogazione di Mommsen (1883)
Theodor Mommsen, includendo l'iscrizone nel suo Corpus Inscriptionum Latinarum come CIL VI, 31603, poiché la lapide era stata trovata nei pressi della Porta Collina, principio noto della via Salaria, ravvisando nella parte dell'iscrizione che era ancora possibile leggere la descrizione di alcuni lavori di appalto per la ristrutturazione di una strada ed il nome "Caecilia", la riferì alla via Salaria e a dei lavori di rifacimento generale sulla stessa che sarebbero stati intrapresi durante la censura di Lucio Cecilio Metello nel 115 a.C. e si valse della testimonianza dell'epigrafe tanto per la storia della via Salaria quanto per particolari di diritto pubblico inerenti alla cura delle strade romane.

#### Letture dell'iscrizione
(Christian Hülsen, La lapide di Porta Collina, Roma, 1896)

##### Lettura di Hülsen (1896)
Nel 1893 Christian Hülsen, visionando l'iscrizione presso il Museo Nazionale Romano alle Terme di Diocleziano, si convinse del fatto che la pietra non era spezzata in maniera simmetrica su entrambi i lati come proposto dalle descrizioni di quanti l'avevano visionata dopo la sua scoperta. Hülsen notando che la lapide doveva essere in gran parte completa sul margine destro e in parte completa sul margine sinistro - almeno nella porzione superiore -  ipotizzò che fosse possibile proporre un testo per l'iscrizione, supplendo alle lacune, diverso da quello avanzato dal Mommsen.
Con l'aiuto di Alfred von Domaszewski, Hülsen integrò le parti mancanti dando in un articolo del 1896 una nuova lettura del testo della lapide:
2 [in v]ia Caecilia de (sestertium... milibus nummum)

3 […a]d mil(liarium) XXXV pontem in flu(v)io

4 [pecuni]a adtributa est , populo const(at)

5 [(sestertium)…….] Q, Pamphilo mancupi et ope(ris);

6 [cur(atore)] viar(um) T. Vibio T[e]muudino q(uaestore) urb(ano)

7 [via gla]rea sternenda af mil(liario) [LXXVIII]

8 [et per A]p[e]nninum muunien[da per millia]

9 [pass(uum)] XX pecunia adtributa [est;]

10 [populo c]onstat (sestertiis) n(ummum centum quinquaginta milibus) L. Rufilio L.l.

11 [….]sti man[cu]pi; cur(atore) viar(um) T. Vib(io)

12 [via af] mil(liario) LXX[XXV]III ad mil(liarium) CX[…..] ster

13 [nenda,.....]la Interamnium vor[sus af]

14 [ad mil(.) C]XX; pecunia adtri[buta]

15 [est, popu]lo const(at) (sestertiis sescentis)---(milibus) [n(ummum)]

16 […] T. Sepunio T.f. Q. [..mancupi ossia mancupibus]

17 […,cur(atore) via]r(um) T. Vibio Tem[uudino q(uaestore) u(rbano)]

18 […] arcus dela[psus …..]

19 [………….] mancupi [cur(atore) viar(um)]

20 [T. Vibio Temuudino] q(uaestore) urb(ano […..]»
2 [nella] via Caecilia per (.....migliaia di sesterzi):

3 [Al] miglio XXXV un ponte sul fiume

4 [fondi] stanziati, è reso noto al pubblico

5 [ per ...... (sesterzi)] a Q. Pamphilo appaltatore ed (esecutore) dell'opera,

6 [curatore] delle vie T. Vibio Temudino, questore urbano;

7 [via] glareata da rabbrecciare dal miglio [LXXVIII]

8 [e attraverso l']Appennino da consolidare per ventimila

9 [passi], stanziati i fondi

10 [è reso noto al] pubblico (per centocinquantamila sesterzi) a L. Rufilio L.l.

11 [.....]ti appaltatore, curatore delle vie T. Vibio;

12 [via dal] miglio LXX[XXV]III al miglio CX[.....] da lastricare

13 [e .....] strada laterale per Interamnium

14 [al miglio] CXX, stanziati i fondi,

15 [è reso noto al pubblico, (per seicento o settecento o ottocentomila sesterzi)]

16 [......]a T. Sepunio T.f. Q. [.. appaltatore o appaltatori],

17 [..... curatore delle vie] T. Vibio Temudino, questore urbano;

18 [....] arco croll[ato .....],

19 [........] all'appaltatore [ ---], [curatore delle vie]

20 [T. Vibio Temudino] questore urbano [....];»
(CIL VI, 31603, Lapide di Porta Collina, Integrazione Hulsen, (1896))
Dal nuovo testo Hülsen ravvisò, come già il Mommsen, un capitolato di appalto (locatio operis) ovvero dei lavori pubblici assegnati per la manutenzione della via Caecilia e delle sue infrastrutture, inclusi ponti e deviazioni stradali, sotto la direzione come curator viarum del quaestor urbanus T. Vibius Temudinus di cui all'epoca non si avevano altre notizie.

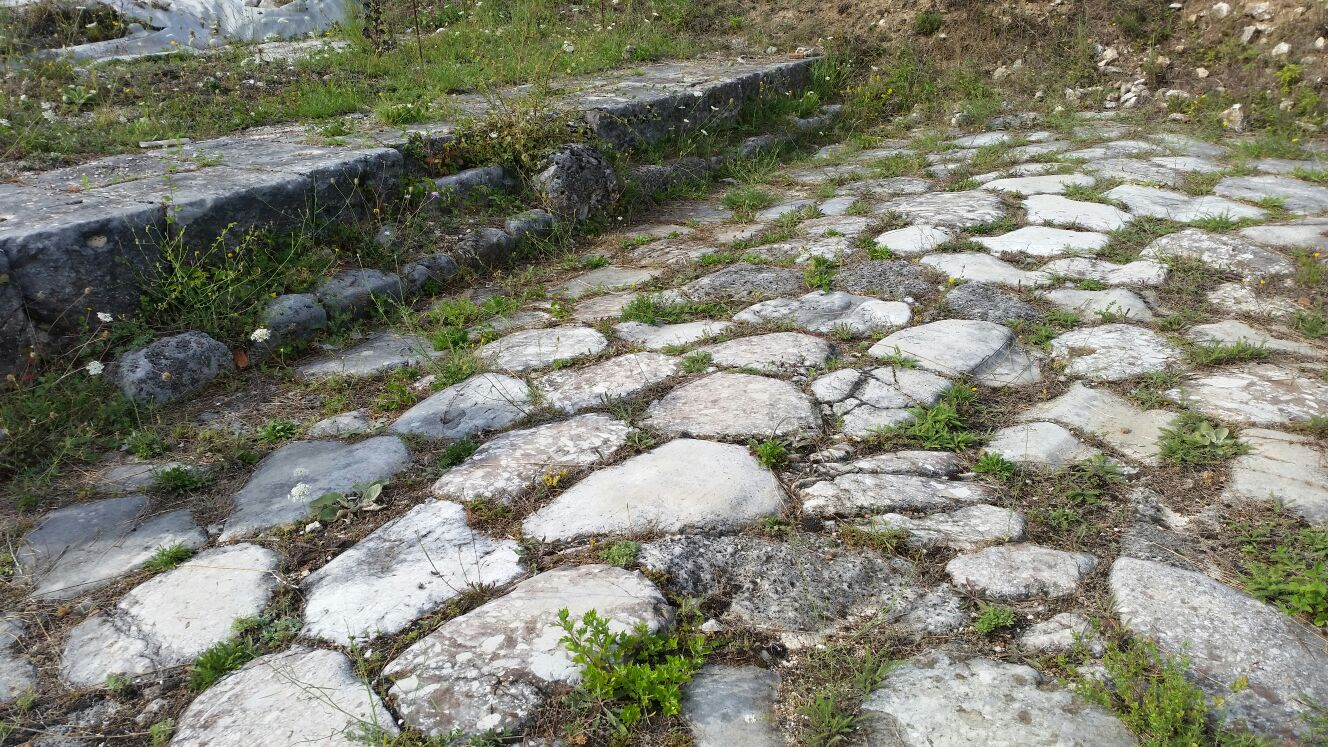
Particolare del basolato della via Caecilia presso il sito di Amiternum (2024).

Le prime due linee del testo, riguardano la prescrizione, mentre nelle successive sono elencati, in quattro paragrafi (evidenziati nel testo in diversi colori), gli interventi (la costruzione di un ponte,  il riattamento di un altro, nonché l'inghiaiatura limitata a tre tratti di strada) secondo uno schema identico, in ogni paragrafo è specificato:
- il tratto di strada sul quale intervenire.
- la spesa (pecunia adtributa est, populo, T. constat HS[15]...) distribuita per coprire i costi in sesterzi.
- il nome dell' appaltatore (manceps) nominato per realizzare i lavori.
- il nome del curator viarum che aveva ricevuto l'appalto e che doveva supervisionare i lavori.[16]

Hülsen mise in relazione l'iscrizione ad un miliario rinvenuto nel 1823 nei pressi di Sant'Omero ipotizzando che le due iscrizioni si riferissero ad una strada romana della quale non si avevano fino ad allora notizie, fatta costruire da Lucio Cecilio Metello, console nel 117 a.C., lo stesso invocato dal Mommsen, dal momento che sull'iscrizione di Porta Collina Hülsen intese, alla prima riga, via Caecilia.
Lo studioso arrivò, in base ad indizi di tipo stilistico ed epigrafico, a datare l'età dell'iscrizione di Porta Collina all'epoca di Silla(138 a.C.- 78 a.C.).
Basandosi sul testo da lui proposto, Hülsen avanzò poi un'ipotesi di tracciato per la via e addirittura sul costo di realizzazione dei lavori per miglio. L'anno successivo il Persichetti svolse un'indagine nei luoghi lungo i quali, secondo Hülsen, si sarebbe snodata la strada, trovando solo alcune evidenze archeologiche a supporto dell'ipotesi del tedesco.

##### Lettura Guidobaldi (1997)
Nel 1997, durante un convegno sulla storia della via Salaria in età antica, Maria Paola Guidobaldi fornì una lettura più accurata della lapide di porta Collina basandosi sull'osservazione che il capitolato, riferendosi in quattro distinti paragrafi a quattro tratti di strada su cui intervenire, usasse la stessa formula nell'invocare il nome del curator viarum che aveva ricevuto l'appalto. Trattandosi sempre dello stesso T. Vibius Temudinus l'osservazione rendeva predicibile il testo e quindi il numero delle lettere mancanti sul lato sinistro dell'iscrizione che la Guidobaldi stimò essere di quindici lettere anziché di sei o sette come aveva fatto l'Hülsen, dando un'indicazione più precisa sulla quantità di testo necessaria per integrare ogni riga.
La lettura di Guidobaldi veniva perciò ad essere:
2 [reficienda v]ia Caecilia de (sestertium)

3 [nummum---(milibus) af mil(iario)--- a]d mil(iarium) XXXV pontem in fluio

4 [Farfaro pecuni]a ad.tributa est populo const(at)

5 [(sestertium) n(ummum)---]sq Pamphilo mancupi et ope(rario)

6 [---cur(atore)] viar(um) T. Vibio T[e]muudino q(uaestore) urb(ano)

7 [item gla]rea sternenda af mil(iario) [---ad ]

8 [mil(iarium) --- et per Ap]penninum muunien[da af mil(iario)]

9 [--- ad mil(iarium)---]XX pecunia ad.tributa [est]

10 [populo c]onst(at) (sestertium) n(ummum) (centum quinquaginta milibus) L.Rufilio L.l.

11 [ --- Ore]sti man[cu]pi cur(atore) viar(um) T. Vib[io]

12 [Temuudino q(uaestore) urb(ano) af] mil(iario LXX[XXV]III ad mil(iarium) CXV[--]

13 [et per deverticu]la Interamnium vo[rsus af]

14 [mil(iario)---ad mil(iarium)---]XX pecunia ad.tri[buta]

15 [est pop]ulo const(at) (sestertium sescentis)---(milibus) [n(ummum)]

16 […] T. Sepunio T.fo[---]

17 [mancupi cur(atore) via]r(um) T. Vibio Tem[uudino q(uaestore) urb(ano)]

18 [ad mil(iarium) --- restituendus] arcus de.la[psus pecunia]

19 [adtributa est populo const(at) (sestertium)---(milibus) n(ummum)] mancupi [---cur(atore) viar(um)]

20 [T. Vibio Temuudino] q(uaestore) urb(ano) [---].»
2 [per la ristrutturazione della] via Caecilia per [ ---- migliaia

3 (di sesterzi):  dal miglio --- fino] al miglio XXXV al ponte sul fiume Farfa

4 [fondi] stanziati, è reso noto al pubblico

5 [--- (sesterzi)] a Q. Pamphilo appaltatore ed (esecutore) dell'opera,

6 [--- curatore] delle vie T. Vibio T[e]mudino, questore urbano;

7 [inoltre, da] lastricare con ghiaia dal miglio [--- fino]

8 [al miglio --- e attraverso l']Appennino da consolidare(/attrezzare) dal miglio

9 [--- fino al miglio ---] XX, fondi stanziati

10 [è reso noto] al pubblico (per centocinquantamila sesterzi) a L. Rufilio L.l.

11 [ --- Ore]sti appaltatore, curatore delle vie T. Vib[io]

12 [Temudino, questore urbano;{{{2}}}

13 [e lungo le deviazioni] verso Interamnium dal

14 [miglio --- al miglio ---] XX, fondi stanziati

15 [è reso noto al pubblico per (seicento)] --- (migliaia di sesterzi)

16 ---  a T. Sepunio T.f[o ---]

17 [appaltatore, curatore delle] vie T. Vibio Tem[udino, questore urbano];

18 [al miglio --- da restaurare] l'arco crollato stanziati 

19 [i fondi, è reso noto al pubblico per --- (migliaia di sesterzi)] all'appaltatore [--- , curatore delle vie]

20 [T. Vibio Temudino] questore urbano [---];»
(CIL VI, 31603, Lapide di Porta Collina, Integrazione Guidobaldi, (1997))
A differenza della lettura di Hülsen, nella versione della Guidobaldi appare chiaro che l'appalto sulla via Caecilia si riferiva a quattro lotti in cui sono presenti tre tratti di strada dei quali, nell'iscrizione, vengono specificati l'inizio ed il termine seppure tali indicazioni siano, per alcune, nelle parti del testo mancanti per cui soggette a congetture.

###### Letture a confronto
Le due versioni delle integrazioni dell'iscrizione di Porta Collina a confronto con i diversi tratti interessati dai lavori, evidenziati in diversi colori:
2 [in v]ia Caecilia de (sestertium... milibus nummum)

3 […a]d mil(liarium) XXXV pontem in flu(v)io

4 [pecuni]a adtributa est , populo const(at)

5 [(sestertium)…….] Q, Pamphilo mancupi et ope(ris);

6 [cur(atore)] viar(um) T. Vibio T[e]muudino q(uaestore) urb(ano)

7 [via gla]rea sternenda af mil(liario) [LXXVIII]

8 [et per A]p[e]nninum muunien[da per millia]

9 [pass(uum)] XX pecunia adtributa [est;]

10 [populo c]onstat (sestertiis) n(ummum centum quinquaginta milibus) L. Rufilio L.l.

11 [….]sti man[cu]pi; cur(atore) viar(um) T. Vib(io)

12 [via af] mil(liario) LXX[XXV]III ad mil(liarium) CX[…..] ster

13 [nenda,.....]la Interamnium vor[sus af]

14 [ad mil(.) C]XX; pecunia adtri[buta]

15 [est, popu]lo const(at) (sestertiis sescentis)---(milibus) [n(ummum)]

16 […] T. Sepunio T.f. Q. [..mancupi ossia mancupibus]

17 […,cur(atore) via]r(um) T. Vibio Tem[uudino q(uaestore) u(rbano)]

18 […] arcus dela[psus …..]

19 [………….] mancupi [cur(atore) viar(um)]

20 [T. Vibio Temuudino] q(uaestore) urb(ano […..]»
2 [reficienda v]ia Caecilia de (sestertium)

3 [nummum---(milibus) af mil(iario)--- a]d mil(iarium) XXXV pontem in fluio

4 [Farfaro pecuni]a ad.tributa est populo const(at)

5 [(sestertium) n(ummum)---]sq Pamphilo mancupi et ope(rario)

6 [---cur(atore)] viar(um) T. Vibio T[e]muudino q(uaestore) urb(ano)

7 [item gla]rea sternenda af mil(iario) [---ad ]

8 [mil(iarium) --- et per Ap]penninum muunien[da af mil(iario)]

9 [--- ad mil(iarium)---]XX pecunia ad.tributa [est]

10 [populo c]onst(at) (sestertium) n(ummum) (centum quinquaginta milibus) L.Rufilio L.l.

11 [ --- Ore]sti man[cu]pi cur(atore) viar(um) T. Vib[io]

12 [Temuudino q(uaestore) urb(ano) af] mil(iario LXX[XXV]III ad mil(iarium) CXV[--]

13 [et per deverticu]la Interamnium vo[rsus af]

14 [mil(iario)---ad mil(iarium)---]XX pecunia ad.tri[buta]

15 [est pop]ulo const(at) (sestertium sescentis)---(milibus) [n(ummum)]

16 […] T. Sepunio T.fo[---]

17 [mancupi cur(atore) via]r(um) T. Vibio Tem[uudino q(uaestore) urb(ano)]

18 [ad mil(iarium) --- restituendus] arcus de.la[psus pecunia]

19 [adtributa est populo const(at) (sestertium)---(milibus) n(ummum)] mancupi [---cur(atore) viar(um)]

20 [T. Vibio Temuudino] q(uaestore) urb(ano) [---]»
(CIL VI, 31603, Lapide di Porta Collina, Integrazione Hulsen (1896) a sinistra vs Integrazione Guidobaldi (1997) a destra)

La lapide di Porta Collina
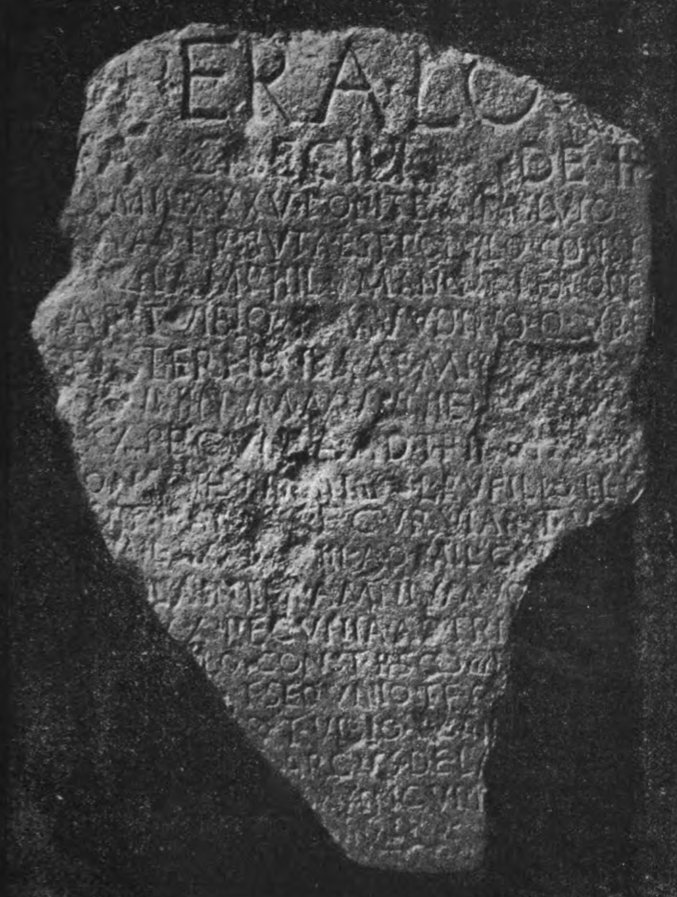
Lapide di Porta Collina (1896)
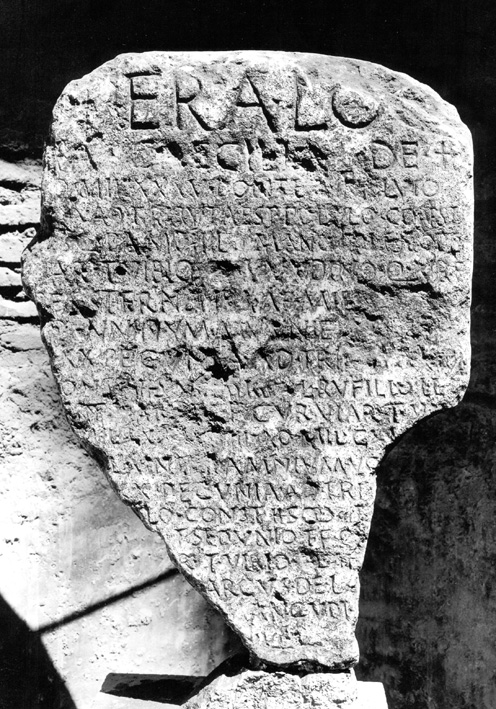
Lapide di Porta Collina (1968).
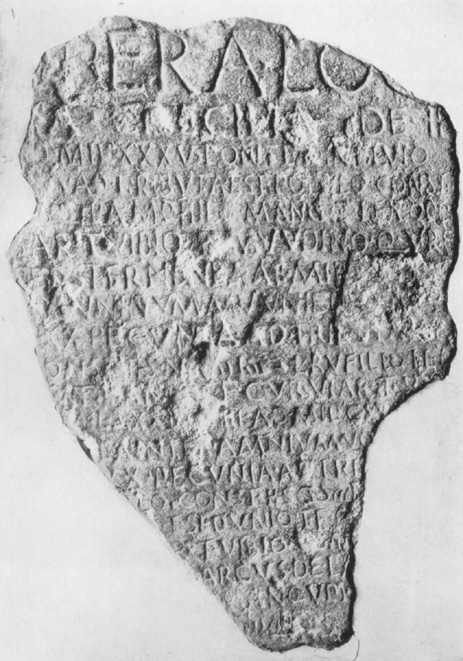
Lapide di Porta Collina, sfondo chiaro.
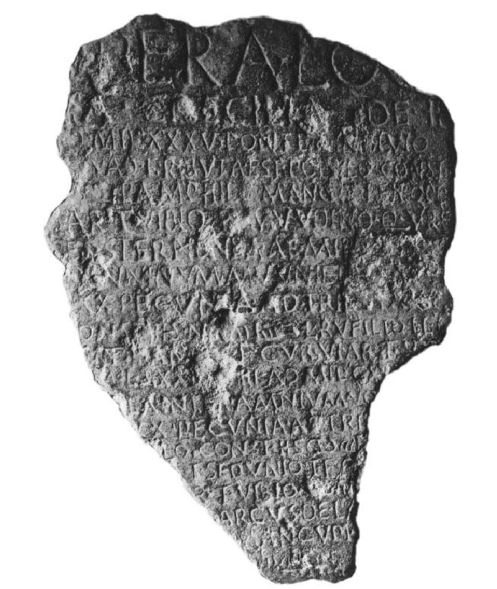
Lapide di Porta Collina, sfondo bianco.
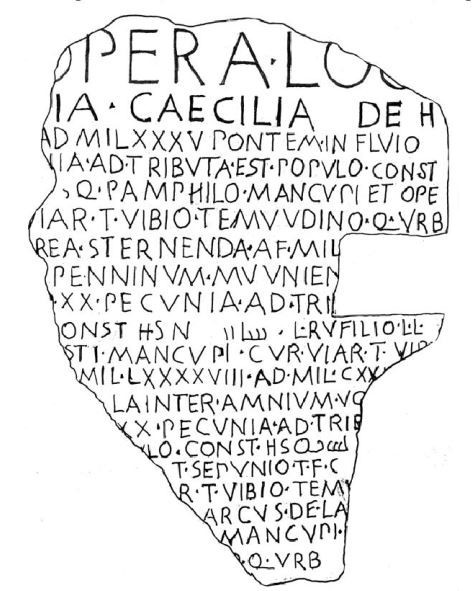
Testo della lapide di Porta Collina.
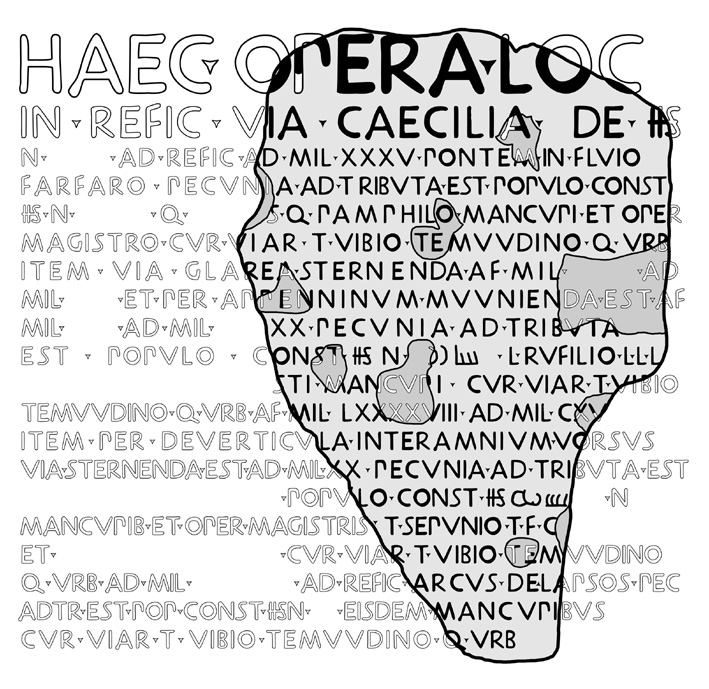
Integrazione Alföldy (2000).
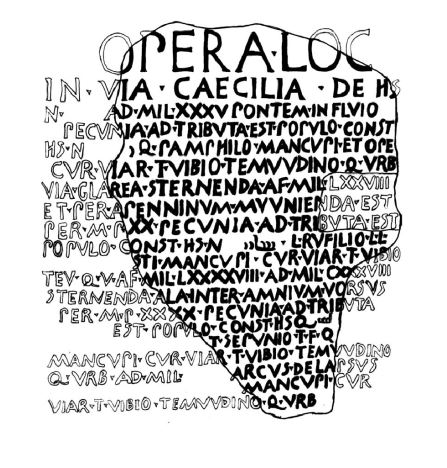
Integrazione Zenodocchio (2008).

##### Altre traduzioni dell'iscrizione di Porta Collina
Nell'ambito degli studi sulle vie di comunicazione romane e sulle competenze delle magistrature romane vari studiosi si sono imbattuti nell'iscrizione di Porta Collina, ricca di dettagli sulle consuetudini in età repubblicana nel mondo degli appalti e della cura delle strade. Tra le varie traduzioni proposte per l'iscrizione da ricordare quella riportata da Dillon e Garland nel 2013 che sostanzialmente concorda con quella parziale proposta in un articolo della svizzera Anne Kolb nel 2014: 
(Matthew Dillon e Lynda Garland, Ancient Rome: A Sourcebook - Contract for repairs to the Via Caecilia (ILS 5799) pagg.60-61)
(Anne Kolb, Communication and mobility in the Roman Empire, in C. Bruun e J. Edmondson (a cura di), Oxford Handbook of Roman Epigraphy, Oxford, Oxford Press, 2014, pp. 649-670.)

#### Cronologia della via Caecilia

##### Cronologia Barbetta (1997)
Nello stesso convegno del 1997 in cui la Guidobaldi presentò la nuova lettura della lapide di Porta Collina, Silvia Barbetta propose l'ipotesi di una differente cronologia per la realizzazione della via Caecilia rispetto a quanto concordato fino al allora dagli studiosi, anticipando, come già fatto da Wiseman nel 1970, la realizzazione della strada per opera di Lucio Cecilio Metello Dentro, console nel 284 a.C., all'epoca della conquista romana della costa picena nel III secolo a.C.. Barbetta ritenne che, con la definitiva sconfitta dei Sabini e dei Pretuzi ad opera del console Manio Curio Dentato, nel 290 a.C., e la fondazione in territorio pretuzio di Hatria nel 289 a.C. e di Castrum Novum nel 284 a.C., si fosse resa necessaria una via di comunicazione più rapida tra Roma e la costa adriatica.

##### Aggiunte di Coarelli (2016)
In un articolo del 2016, Filippo Coarelli, accogliendo con alcune precisazioni la lettura della Guidobaldi, propose una datazione più accurata della lapide di Porta Collina in base ad elementi stilistici e associando la figura del questore urbano e curator viarum T. Vibius Temudinus, menzionato nell'iscrizione, all'unico Vibius noto nelle fonti epigrafiche, vissuto in epoca compatibile, con un magistrato nominato in un'iscrizione proveniente da Messene in Tessaglia e databile intorno al 103 a.C.. Coarelli ascrisse così la lapide di porta Collina ad un periodo intorno al 113 a.C., data pienamente compatibile con l'epoca Sillana già proposta da Hülsen.
Coarelli accolse anche l'ipotesi di Barbetta di identificare il responsabile dell'opera originale in Lucio Cecilio Metello Dentro, console nel 284 a.C. «che avrebbe inteso così collegare Roma con le nuove aree sabine e adriatiche acquisite da Manio Curio Dentato a partire dal 290 a.C.» precisando che la mancanza di informazioni sulla costruzione della via siano dovute alla perdita dell'XI libro del Ab Urbe condita di Tito Livio ove l'opera doveva essere ricordata.

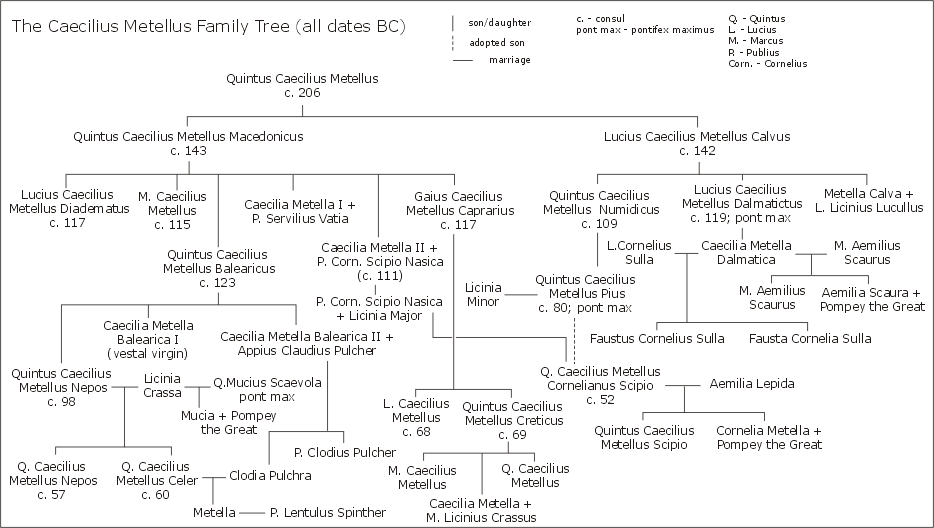
L'albero genealogico dei Cecilii Metelli (III-I sec. a.C.).

Lo studioso notò poi che Lucio Cecilio Metello Dentro, morto con la carica di pretore nel 283 a.C. presso Arezzo, sarebbe stato sostituito alla pretura proprio da Manio Curio Dentato il quale potrebbe aver portato a termine i lavori della via Caecilia intrapresi dal suo predecessore. Inoltre Coarelli aggiunse che «la necessità di un restauro della via verso la fine del II secolo a.C. sembra compatibile con una data di realizzazione anteriore di circa 170 anni, comunque compresa tra il 292 e il 219, come si ricava dal silenzio di Livio. Ciò potrebbe spiegare il miliario di Sant'Omero con il nome di L. Caecilius Q.f. Metellus, che dovrebbe essere Metello Diademato, console del 117 e censore del 115: si dovrebbe infatti trattare del magistrato autore del restauro della via, il cui intervento potrebbe spiegarsi come "un esempio di continuità familiare nell’interesse per la via Caecilia". In tal caso, l’incarico sarebbe stato affidato, per la sua realizzazione pratica, al questore T. Vibius Temudinus, di cui si confermerebbe così la cronologia “alta” (probabilmente 115-114 a.C.)».

#### Importanza della via Caecilia nella storia romana
(Alessandro Betori e Claudio Virili, Per Appenninum munienda. La via Salaria/Caecilia alla luce delle nuove evidenze di archeologia preventiva nel territorio di Antrodoco, Betori e Virili (2024))
La via, oltre ad essere un importante asse commerciale, assunse particolare importanza militare nella storia romana, in almeno tre momenti:
- durante la colonizzazione romana dell'Alta Sabina e del Piceno a partire dal 290 a.C.[33],
- durante la seconda guerra punica (218 a.C.- 202 a.C.) al passaggio di Annibale, nel 211 a.C., dal Sannio a Roma[34]
- durante la guerra sociale (91-88)[35] tra Roma e i suoi alleati Italici.

importanza politica, strategica e commerciale, poichè avrebbe ricongiunta alla capitale la regione degli Equi, che non aveva altra strada, e quella dei Sabini di Amiternum, come pure l'altra dei Pretuziani occidentali. Essa strada quindi ebbe ben interessante ragione di essere per l'utilità non lieve che, sotto vari aspetti, ne derivava alla repubblica.»
(Niccolò Persichetti, Alla ricerca della Via Caecilia, 1902)

## Il percorso della via Caecilia

### Le tre ipotesi principali
Le scarse evidenze archeologiche e la difficilissima lettura della lapide di Porta Collina insieme alla contemporanea presenza della via Salaria che, nei secoli, potrebbe essersi sostituita nell'uso e nella memoria al percorso della via Caecilia, hanno reso la ricerca del percorso della via Caecilia un enigma cui si sono dedicati nell'arco di più di un secolo molti validi studiosi del mondo romano e della sua viabilità. 

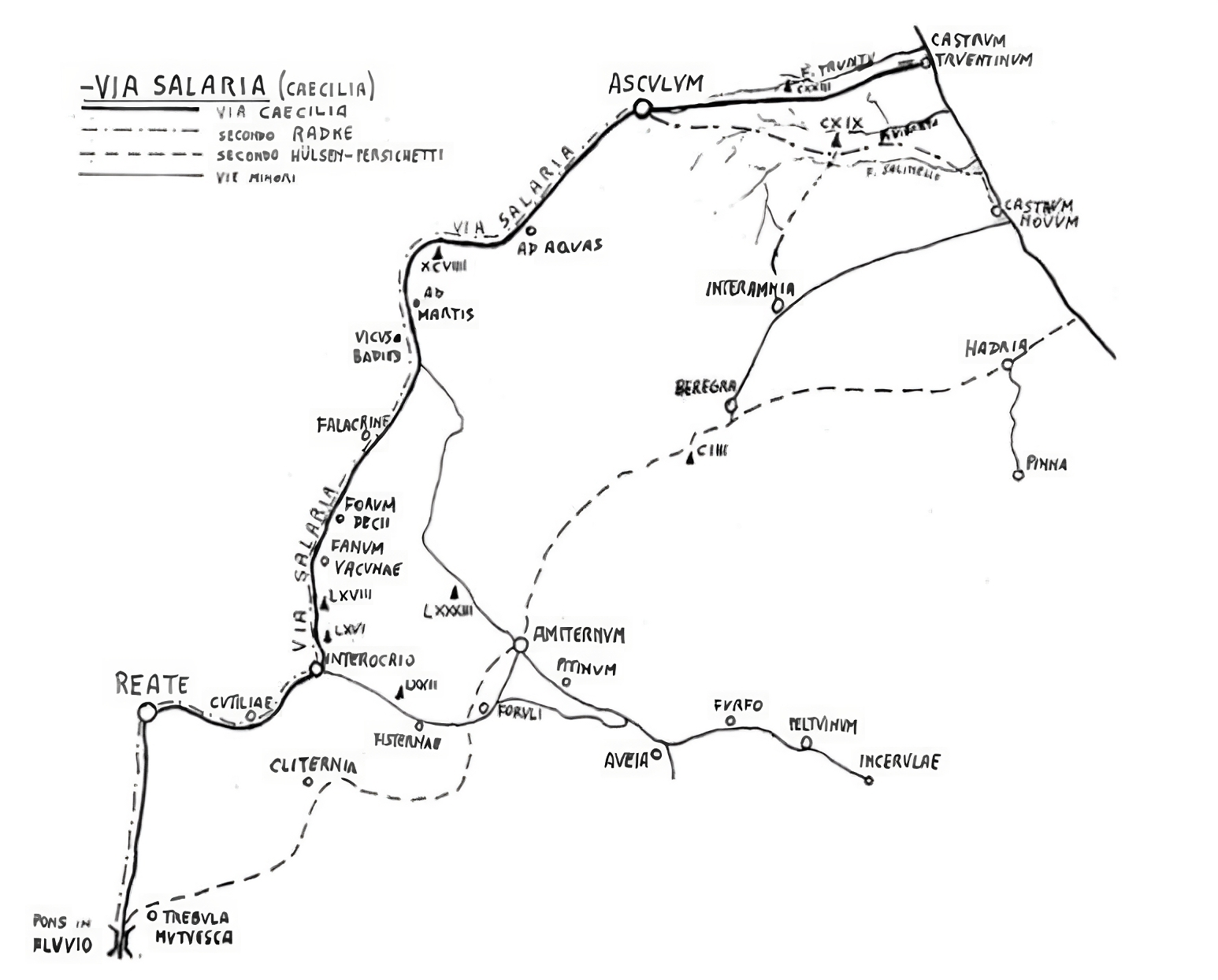
Le due principali ipotesi del percorso della Salaria, Hülsen (1896) e Radke (1973), prima delle ipotesi del ventunesimo secolo, nella ricostruzione di Sandro Zenodocchio (2008).

Fino agli anni novanta del secolo scorso due erano le ipotesi principali circa il percorso della via Caecilia:
- ipotesi di Hülsen (1896): la prima ipotesi di percorso, formulata da Christian Hülsen alla fine dell'Ottocento, fu per quasi un secolo la sola ipotesi sul tracciato della via, universalmente accettata dalla comunità degli studiosi del mondo classico tanto da essere riportata sugli atlanti storici della rete stradale romana[36]. Hülsen ipotizzò la via Caecilia come diramazione della Salaria per raggiungere, da Roma - in maniera più diretta - Amiternum e l'Adriatico. L'ipotesi venne vagliata da una approfondita ricerca sul campo di Persichetti culminata in un articolo nel 1898[37].
- ipotesi di Radke (1973): la seconda ipotesi di percorso, proposta da Gerhard Radke alla fine del Novecento, rigetta completamente le tesi di Hülsen di un percorso per giungere da Roma ad Amiternum che valicasse le valli del Turano e del Salto e addirittura il gruppo del monte Nuria giudicandolo troppo aspro. Radke ritenne il percorso della Caecilia assolutamente corrispondente con quello della via Salaria fino ad Asculum (Ascoli Piceno) da dove, con una diramazione verso sud, si sarebbero raggiunte le altre colonie romane di Interamnia (Teramo), Castrum Novum (Giulianova) e Hatria (Atri). L'ipotesi di Radke, con delle correzioni e delle precisazioni, venne ripresa in larga parte nel 2008 da Sandro Zenodocchio in un suo scritto sulla viabilità romana in Abruzzo[38].

Negli ultimi anni del Novecento, con la lettura proposta da Guidobaldi nel 1997, il dibattito si è acceso di nuovo sulla via Salaria, spostandosi poi anche a riconsiderare nuove ipotesi intermedie tra quella di Hülsen e quella di Radke per la via Caecilia:
- ipotesi di Coarelli (2016): Coarelli identifica il percorso della via Caecilia in due distinti tratti. Il primo tratto della via Caecilia sarebbe stato una variante più diretta verso l'alta Sabina rispetto al percorso della via Salaria antica ed il secondo tratto della via Caecilia sarebbe stato una diramazione del percorso della via Salaria, da Interocrium, verso Amiternum ed il mare Adriatico sulla costa verso Hatria e Castrum Novum.

Giova ricordare che, per Hülsen e Coarelli, entrambe le viae, Salaria e Caecilia, si dipartivano da Roma a Porta Collina, da dove le miglia venivano misurate. Per entrambe le strade il tratto da Roma ad Eretum era comune alle due vie e misurava perciò la stessa distanza (Eretum era al miglio XVIII per entrambe le viae).
Radke riteneva, invece, per la via Caecilia, che le miglia venissero calcolate da un puntò più lontano da Roma rispetto alla Porta Collina da cui erano calcolate le miglia per la via Salaria di età augustea (prevedendo quindi che la via Caecilia attraversasse le stesse località della via Salaria ma con un miliario indicante numeri inferiori rispetto alla via Salaria di età augustea).

#### Ipotesi di Hülsen (1896): via Caecilia come diramazione diretta della via Salaria per Amiternum e l'Adriatico
Basandosi su tre indizi presenti nel testo proposto per l'iscrizione e combinando la informazioni dal testo proposto con le informazioni fornite dal ritrovamenti di alcune pietre miliari nel territorio teramano, Hülsen ipotizzò che «La via Caecilia probabilmente non fu altro che una diramazione della Salaria, destinata a formare una comunicazione più diretta fra la capitale, la vallata di Amiternum ed il Mare Superum.» e procedette a fornire una congettura sulla carta del percorso seguito dalla via Caecilia.

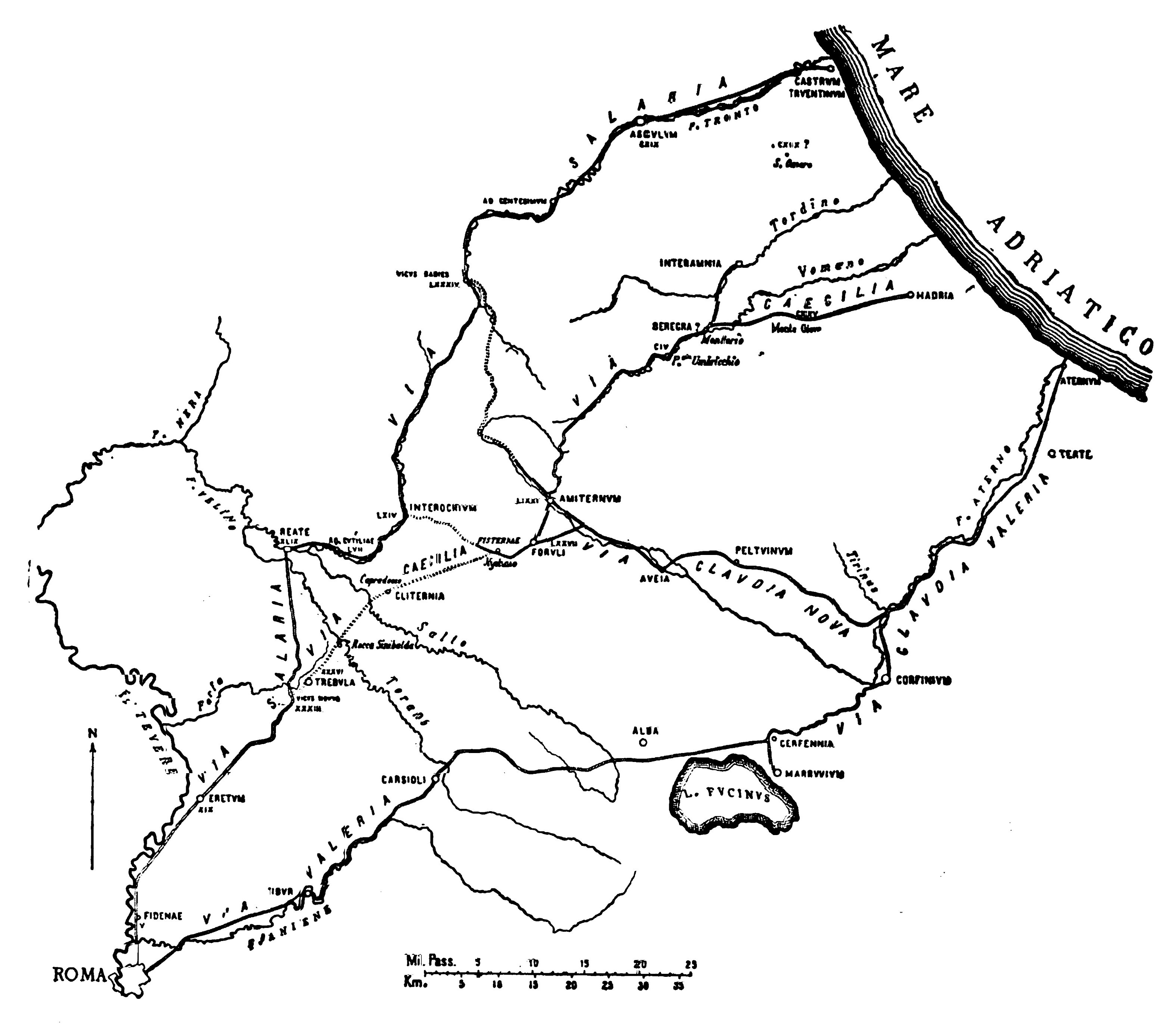
La via Caecilia nell'ipotesi di Hülsen (1896).

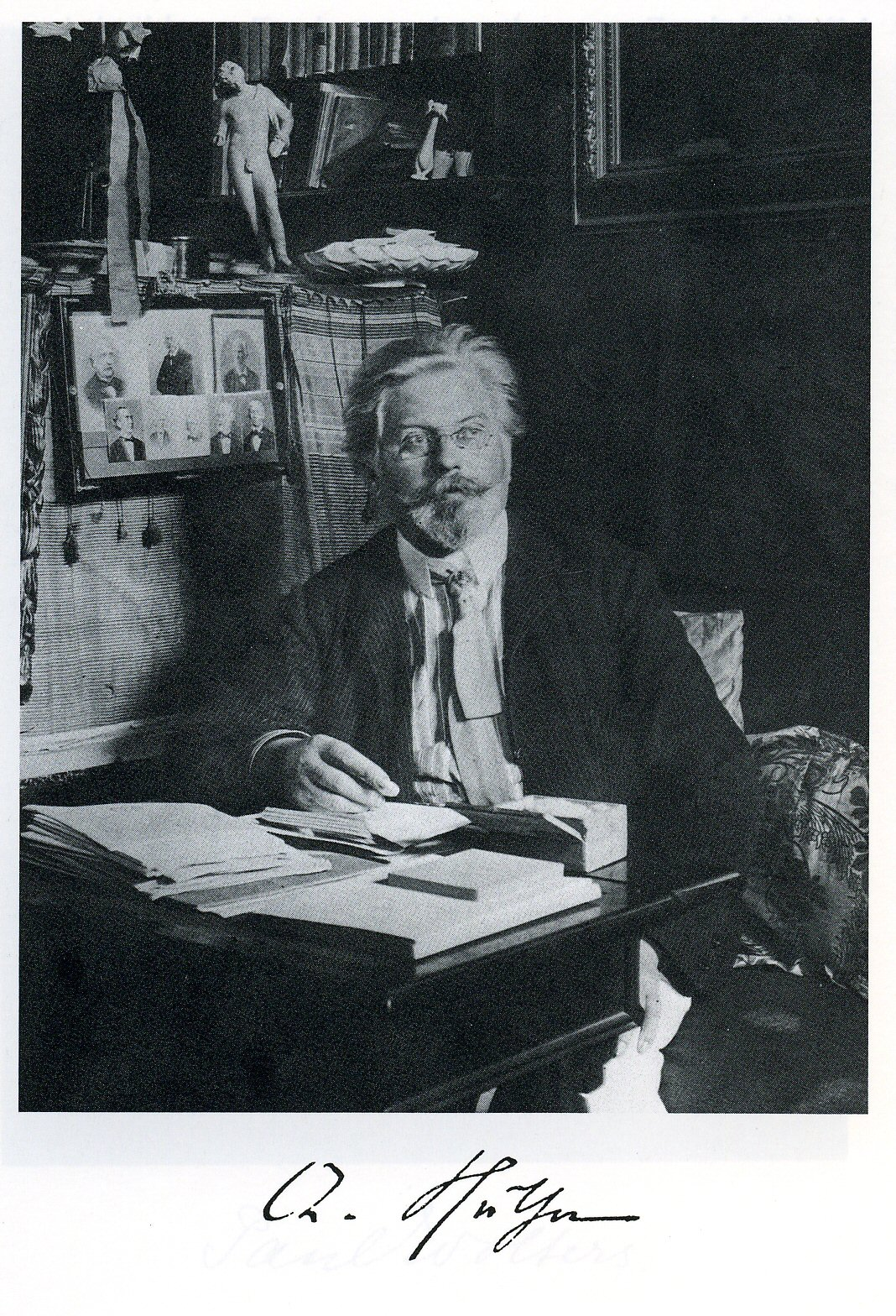
Christian Hülsen (1905).

L'ipotesi di Hülsen prevedeva che la via Caecilia seguisse da Roma il percorso della Salaria e si diramasse da questa, in territorio sabino, all'altezza del ponte sul fiume Farfa, al XXXV miglio, per raggiungere ad est Trebula Mutuesca (Monteleone Sabino) e proseguire verso est.
La strada avrebbe quindi superato il fiume Turano guadagnando l'altopiano dove successivamente sarebbe sorta l'abbazia di San Salvatore Maggiore per poi ridiscendere nella valle del Salto e raggiungere il municipio di Cliternia in territorio equo.
Il percorso avrebbe poi superato la catena del Monte Nuria per raggiungere Amiternum.
Dal municipio sabino la strada avrebbe quindi traversato l'Appennino attraverso il Passo delle Capannelle e raggiunto la costa lungo la valle del Vomano presso Hatria (Atri).
Prima di arrivare ad Hatria una diramazione della via Caecilia avrebbe raggiunto Interamnia Pretuttiorum (Teramo).

##### Indagine di Persichetti sull'ipotesi di Hülsen (1898)
Niccolò Persichetti, concordò con Hülsen che la via Caecilia, distaccandosi dalla Salaria in territorio sabino, fosse un'alternativa più breve, rispetto alla via Salaria, per raggiungere il territorio piceno attraversando i territori equi dell'interno per raggiungere Amiternum.

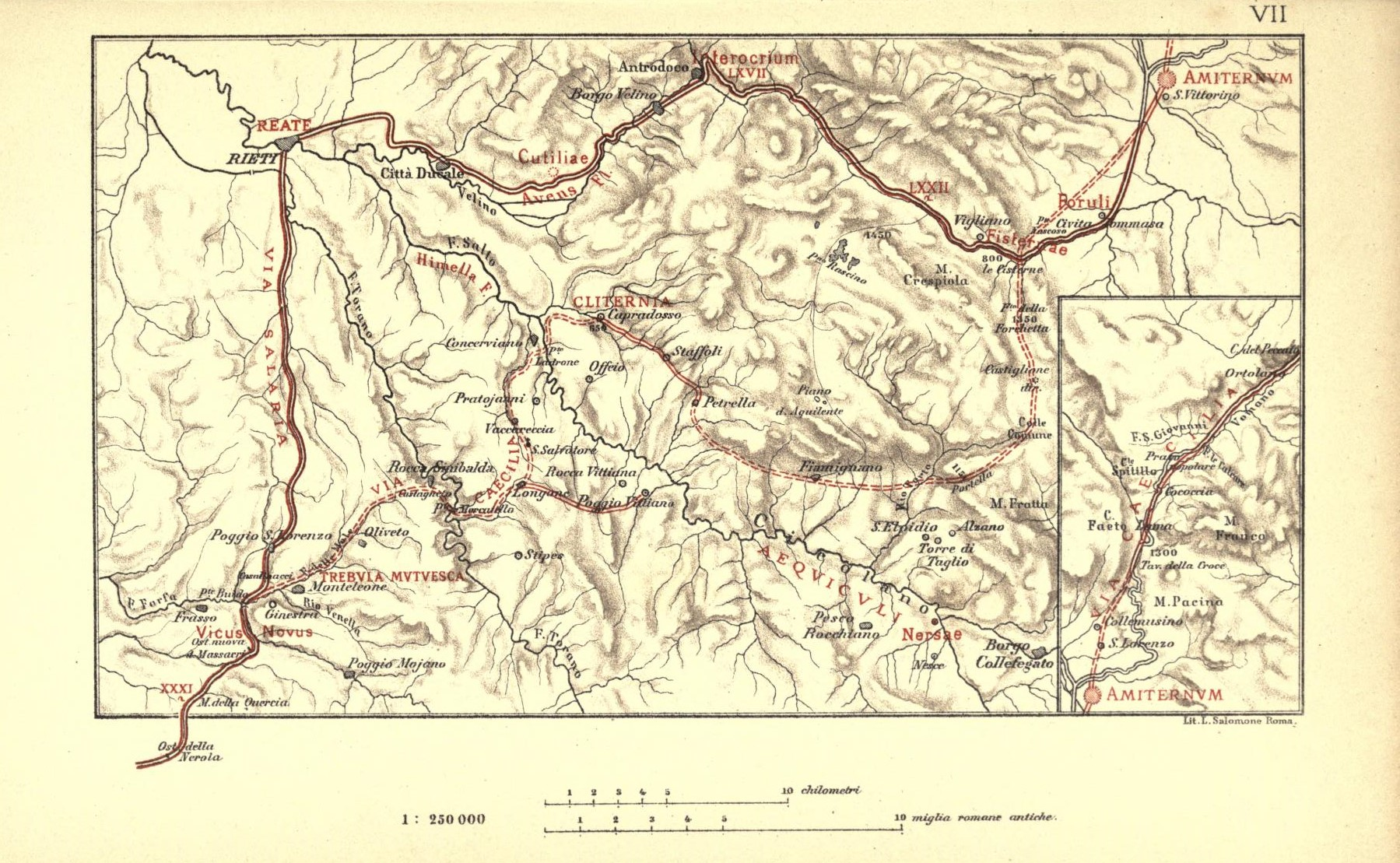
La via Cecilia da Trebula Mutuesca ad Amiternum secondo Persichetti (1898).

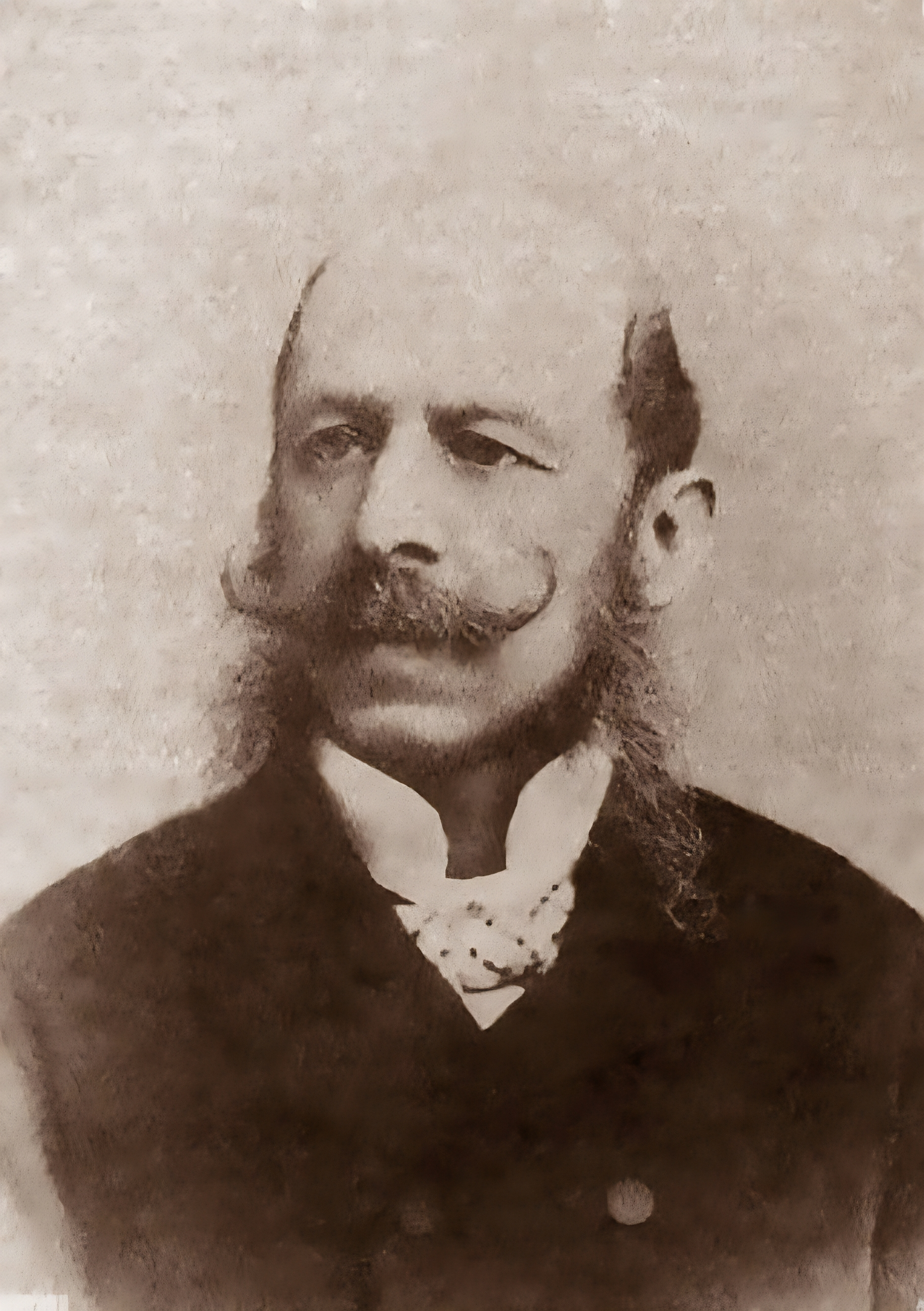
Niccolò Persichetti, Marchese di Santa Mustiola (1908).

Egli condusse, successivamente all'articolo del tedesco, un'indagine sul campo, seguendo il percorso ipotizzato da Hülsen, alla ricerca di evidenze archeologiche del passaggio della via Cecilia partendo dal XXXV miglio della via Salaria ove riconobbe Ponte Buida come il ponte sul fiume Farfa nella lettura della lapide di Porta Collina fatta da Hülsen. Lo studio di Persichetti venne pubblicato nel 1898. A supporto delle sue ricerca il Persichetti presentò, tra le altre cose:
- nel tratto tra Ponte Buida  (XXXV miglio della via Caecilia) ed Amiternum: i resti delle fondazioni di un ponte romano all'attraversamento del fiume Turano presso il Ponte Mercatello nei dintorni di Rocca Sinibalda, la presenza di resti romani all'abbazia di San Salvatore Maggiore (in particolare due rocchi di colonna in granito di provenienza estranea che avrebbero sicuramente necessitato della presenza di una strada carrabile per essere trasportati fin là[43]), i resti delle fondamenta di un ponte romano sul fiume Salto nei pressi dell'abitato di Concerviano detto "Ponte Latrone", resti di una strada romana nei pressi di Capradosso, il "Ponte Nascuci" nel territorio di Scoppito (AQ).
- nel tratto tra Amiternum ed il Passo delle Capannelle: il basolato della via Caecilia presso Amiternum.
- nel tratto tra il Passo delle Capannelle ed Atri: resti di sostruzione della strada nei pressi di Poggio Umbricchio, un pilone presso il Ponte Paladini.
- nei dintorni di Teramo: il miliario CXIX di Sant'Omero rinvenuto nel 1823.

#### Ipotesi di Radke (1973): via Caecilia come versione primitiva della via Salaria verso l'alta Sabina e l'Adriatico

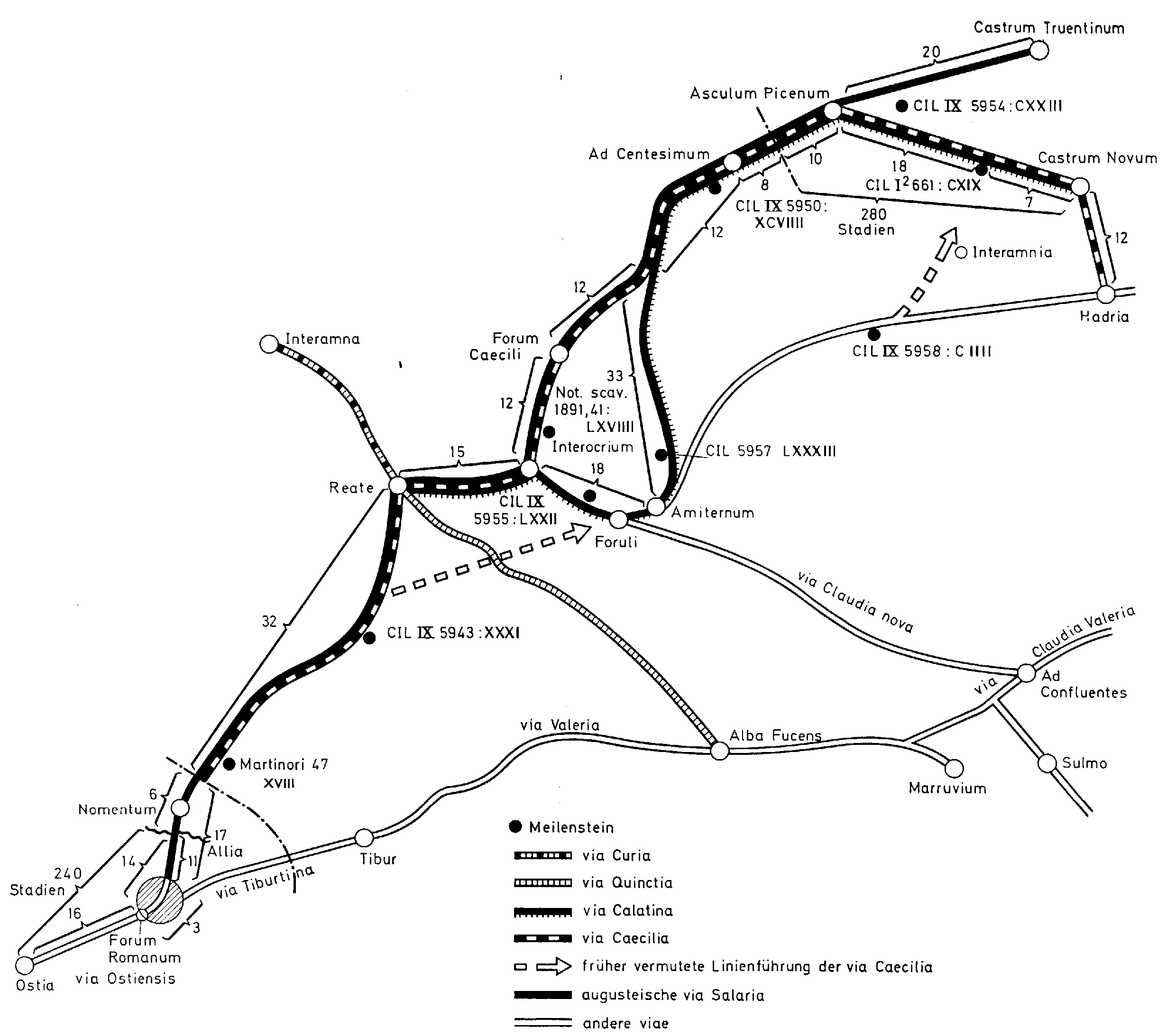
La via Salaria/Caecilia secondo Radke (1973).

Gerhard Radke, nel 1973, in una pubblicazione sulla viabilità romana, viae publicae Romanae nell'aggiornamento della Realencyclopädie der classischen Altertumswissenschaft, pubblicata in italiano nel 1981, confutò l'ipotesi di Hülsen sul percorso della via Caecilia attraverso il territorio sabino tra Trebula Mutuesca e Amiternum ritendendolo poco probabile per una strada romana visto l'andamento, a suo parere, troppo impervio, concedendo che, al massimo, quel tracciato potesse riferirsi ad una realizzazione più antica della via Caecilia.

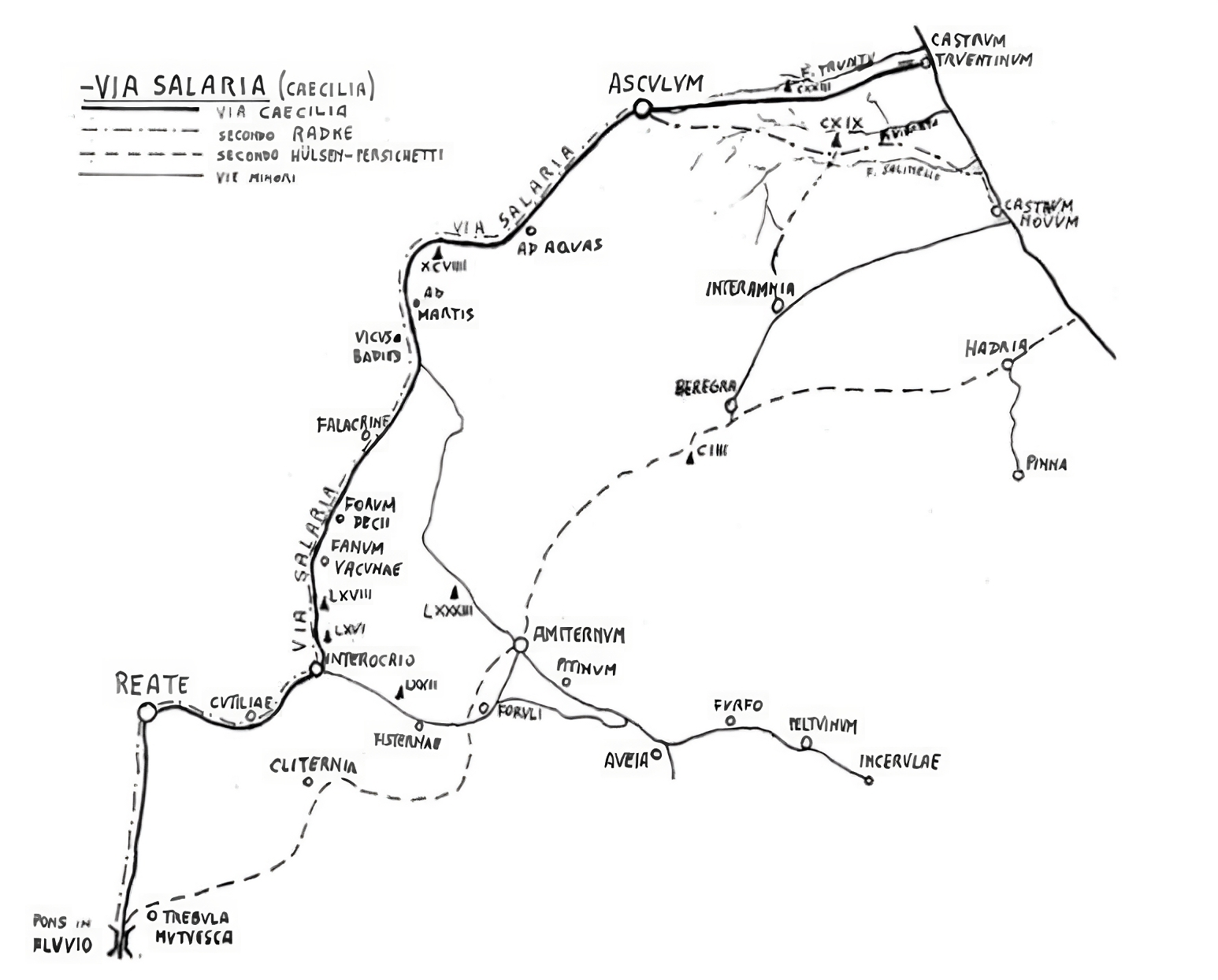
Mappa del percorso della via Salaria/Caecilia secondo Sandro Zenodocchio (2008)

Radke formulò quindi l'ipotesi che la via Caecilia non fosse altro che una strada più antica sul percorso che poi verrà occupato dalla via Salaria fino ad Asculum (Ascoli Piceno) a differenza del tratto finale che, piegando verso sud da Asculum, avrebbe raggiunto Castrum Novum e quindi Hatria.
Secondo Radke, quindi, la via Cecilia ricalcava esattamente, nella prima parte, fino ad Asculum, la vecchia via Salaria: da Asculum si sarebbe diretta verso Castrum Novum (l'odierna Giulianova) e Hatria (l'odierna Atri). In definitiva il prolungamento costituito della via Cecilia, rispetto alla Salaria, avrebbe sostanzialmente interessato solamente l'area che in età augustea farà parte della regio V Picenum.

##### Ipotesi di Zenodocchio (2008)
Nel 2008 Sandro Zenodocchio formulò un'ipotesi di tracciato per la via Caecilia simile a quella del Radke ma più precisa e coerente rispetto ai miliari rinvenuti nel teramano ed ai diverticoli che si diramavano dalla via per raggiungere le colonie romane nel medio Piceno.

#### Ipotesi di Coarelli  (2016): via Caecilia come raccordo nella Sabina e deviazione della via Salaria verso Amiternum e l'Adriatico
In un articolo del 2016 Filippo Coarelli sulle basi delle conclusioni della Guidobaldi sulla lettura dell'iscrizione del Porta Collina suggerì che la via Caecilia fosse stata realizzata, insieme alla via Salaria per la conquista della Sabina e del Piceno nel III sec. a.C. ricordando come già il Mommsen ritenesse che, in antico, la via Salaria, o piuttosto una sua diramazione, raggiungesse Amiternum.
(Theodor Mommsen, Corpus Inscritionum Latinarum, IX, pag.584 (1883))

Carte nell'appendice al Corpus Inscriptionum Latinarum, Vol. IX del Mommsen (1883).
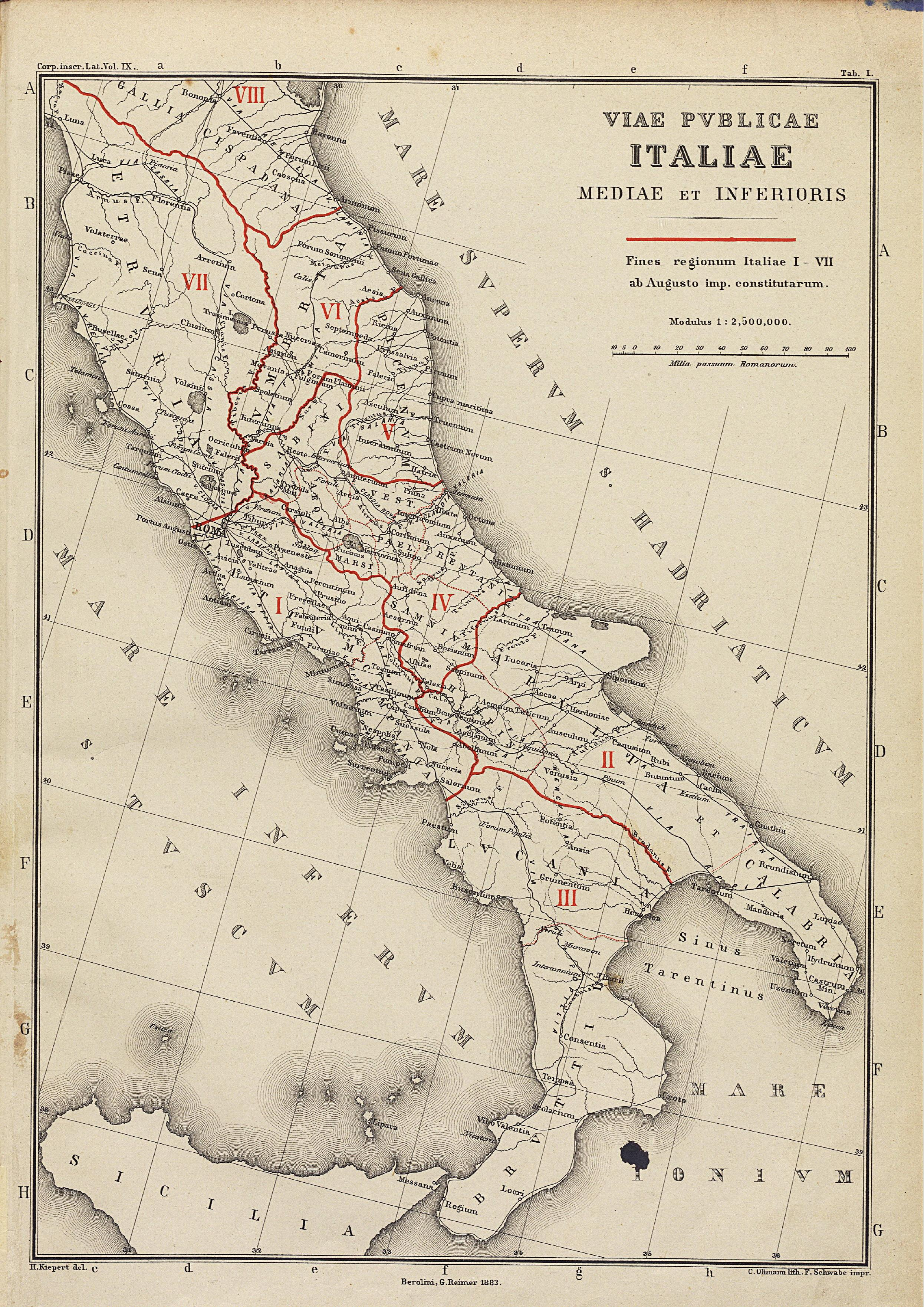
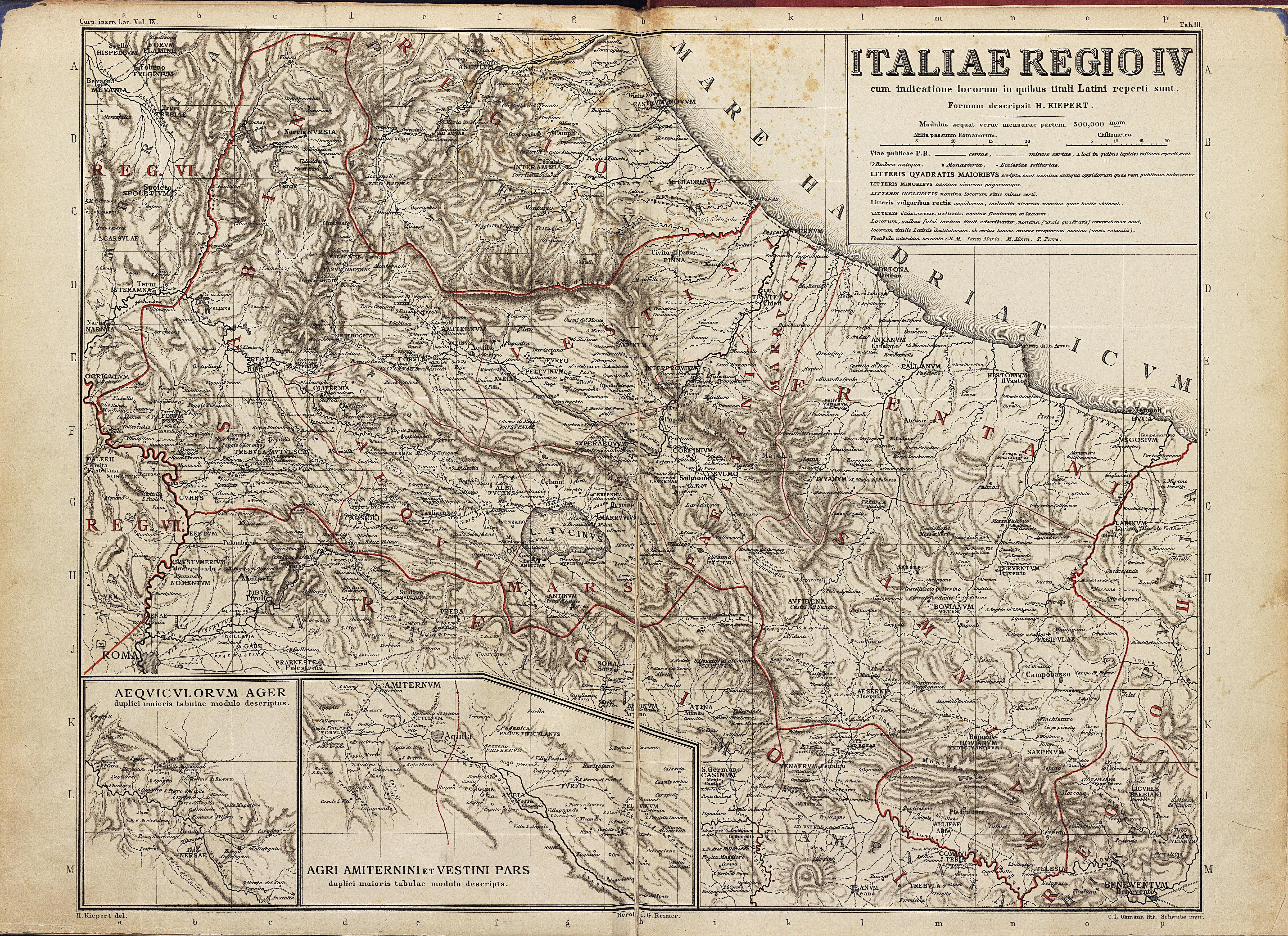

La nuova lettura della Guidobaldi, secondo Coarelli, escludeva parte della ricostruzione dell'itinerario fatta da Hülsen (quella dal Ponte Buida ad Amiternum) mentre sconfessava del tutto l'ipotesi di Radke. Coarelli concorda, come già fatto dalla Guidobaldi, con quanto sostenuto dalla Barbetta circa il tracciato della via Caecilia aggiungendo delle fini argomentazioni a sostegno.

##### Percorso della via Salaria prima della costruzione della via Caecilia

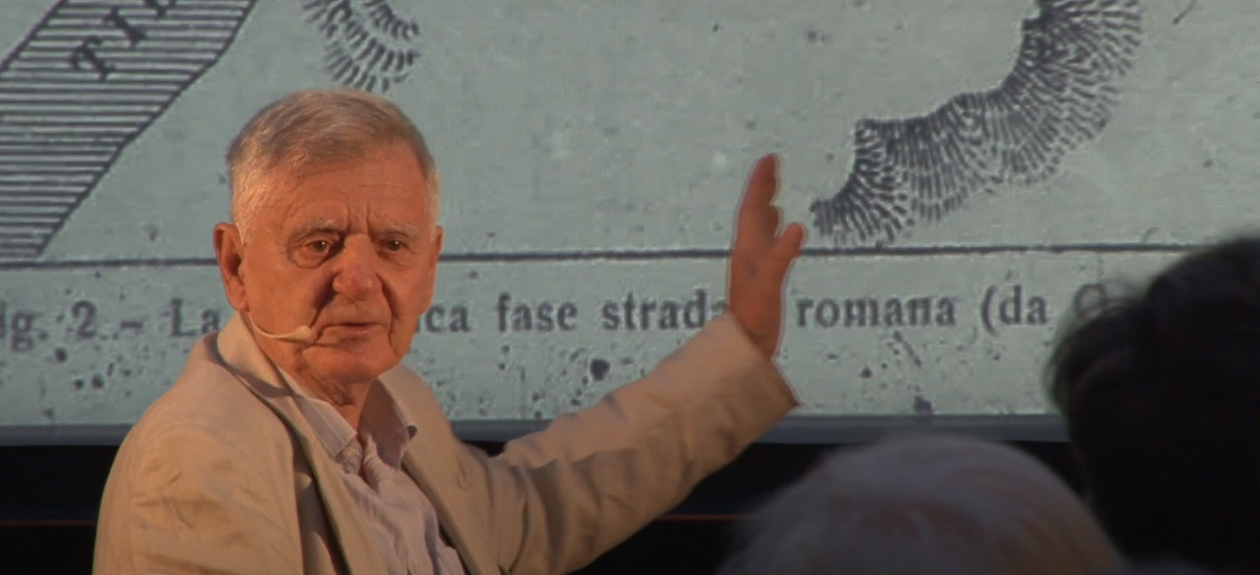
Filippo Coarelli durante una presentazione a Roma (2018).

Coarelli ricorda come nel tratto iniziale, da Porta Collina ad Eretum, il percorso della via Caecilia combaciasse con quello della più antica via Salaria che metteva in comunicazione la città dei Sabini al guado sul Tevere presso l'Isola Tiberina per l'approvvigionamento del sale proveniente dal Campus Salinarum, le saline a nord della foce del Tevere (Fiumicino) che venivano raggiunte da Roma attraverso la cosiddetta via Campana. Eretum era dunque al miglio XVIII per entrambe le strade.
Da Eretum, però, ricorda sempre Coarelli, la via Salaria antica si dirigeva verso ovest, all'interno della Sabina, per raggiungere Cures, capitale dei Sabini e gli altri villaggi sabini dell'interno, raggiungendo più a nord la valle del fiume Farfa, del quale avrebbe costeggiato il corso, risalendolo.
Dopo la conquista della Sabina, a partire dal 290 a.C., dalla valle del Farfa la via Salaria sarebbe stata prolungata con un raccordo verso nord per raggiungere Reate (Rieti), l'alta Sabina e da lì i territori piceni da colonizzare.

##### Primo tratto della via Caecilia: raccordo con la via Salaria da Eretum a Ponte Buida

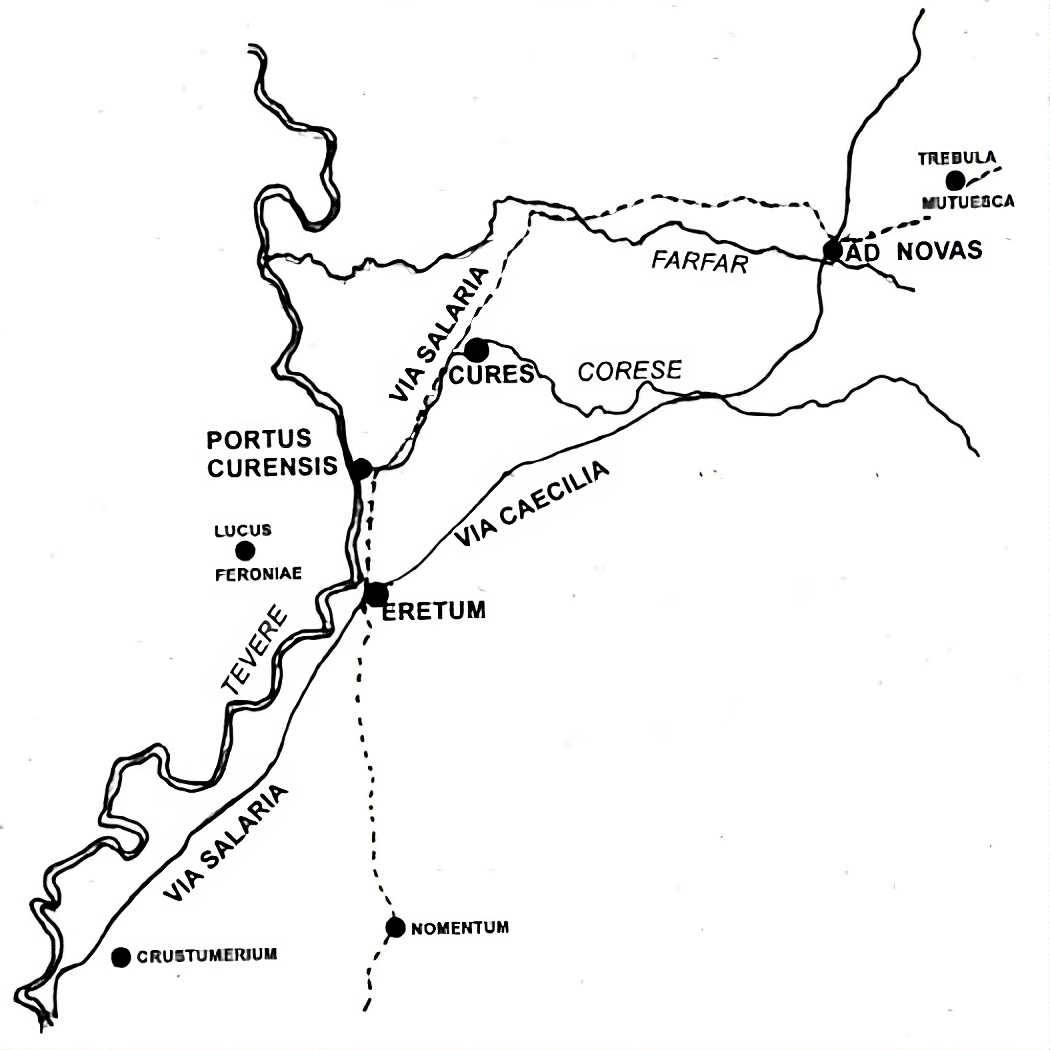
La via Salaria ed il primo tratto della via Caecilia secondo Coarelli (2016).

Dalla lettura del testo proposto da Guidobaldi, Coarelli inferiva che, il primo tratto interessato dai lavori di restauro della via Caecilia ricordati dalla lapide di Porta Collina si riferissero al tratto che partiva da Eretum, al miglio XVIII della via Caecilia, fino al miglio XXXV della stessa via Caecilia, dove la via Caecilia si ricollegava all'antica via Salaria che risaliva il corso del Farfa, presso Ponte Buida.
In definitiva la via Caecilia, il cui compito era di fornire un accesso più immediato ai territori piceni, si risolse, nel suo primo tratto, in un nuovo raccordo per la via Salaria.
Di lì a pochi secoli nessuno si sarebbe più ricordato che l'originale percorso della Salaria da Eretum passava verso l'interno ed il nome della via Caecilia sarebbe scomparso da quel primo tratto da Eretum a Ponte Buida.

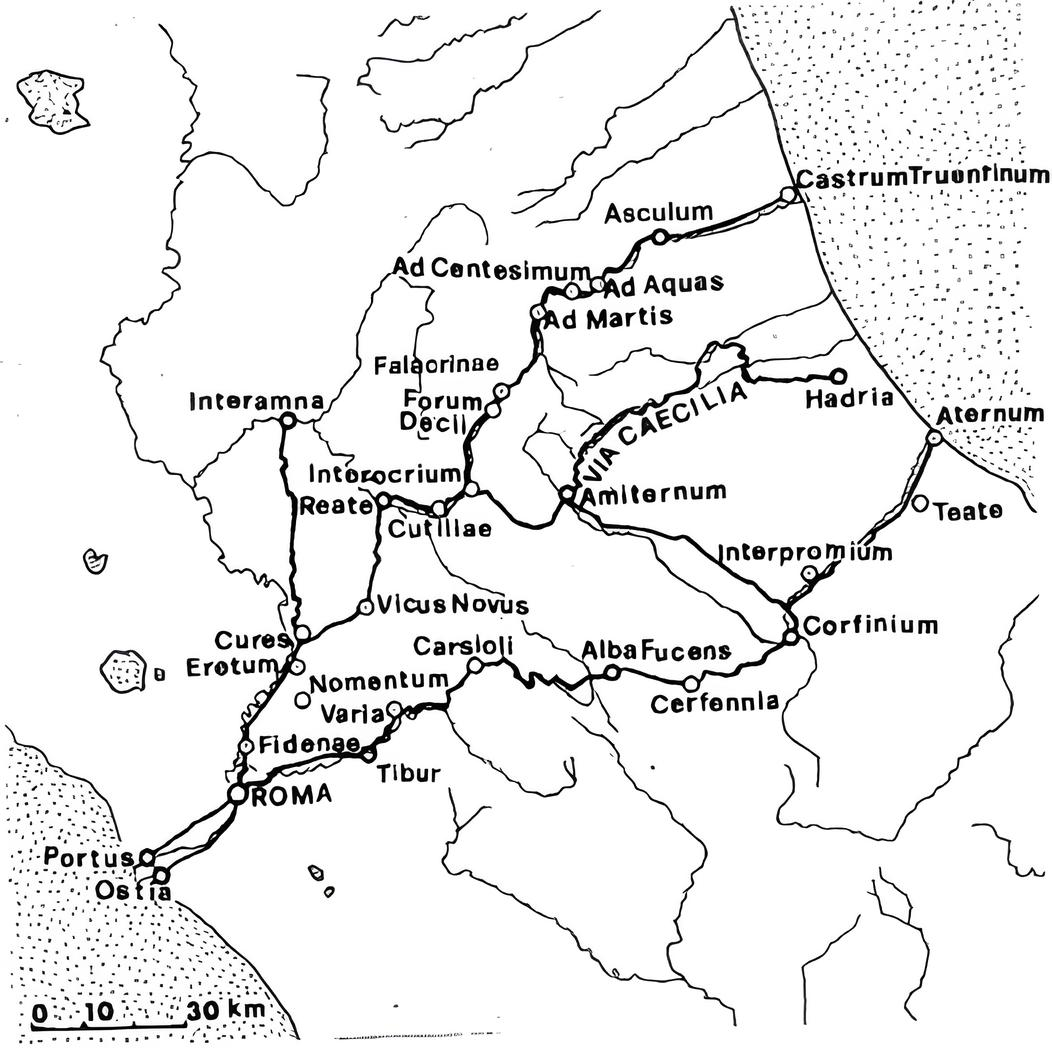
La viabilità tra Roma e l'area adriatica in un disegno di Quilici Gigli (1986) modificato da Coarelli (2016).

La costruzione del primo tratto della via Caecilia, dal XVIII al XXXV miglio sarebbe avvenuta in contemporanea o poco dopo i lavori per la realizzazione del prolungamento della via Salaria fino a Reate (Rieti) che si trovava al miglio XXXXVII della via, proseguendo quindi per Acque Cutiliae (Cotilia) fino ad Interocrium (Antrodoco) e da lì verso nord, lungo le gole del Velino, fino a raggiungere il Passo della Torrita, Asculum (Ascoli Piceno) ed infine la costa a Castrum Truentinum (Martinsicuro).

##### Secondo tratto della via Caecilia: diramazione della via Salaria verso Amiternum e l'Adriatico
Il resto dell'iscrizione della porta Collina, secondo Coarelli, lascia intendere che il secondo tratto della via Caecilia fosse affatto contiguo al primo tratto, quello da Eretum a Ponte Buita passante per Vicus Novus (Osteria Nuova), trattandosi della diramazione da Interocrium verso Amiternum, raggiunto dalla via tra il miglio LXXXI ed il miglio LXXXII,  passando per Fisternae e proseguendo poi, come ipotizzato da Hülsen, per l’abitato attuale di Marruci (via Teramana) attraverso il passo delle Capannelle, valicando l’Appennino nei pressi del miglio LXXXX, presso Porcinaro.

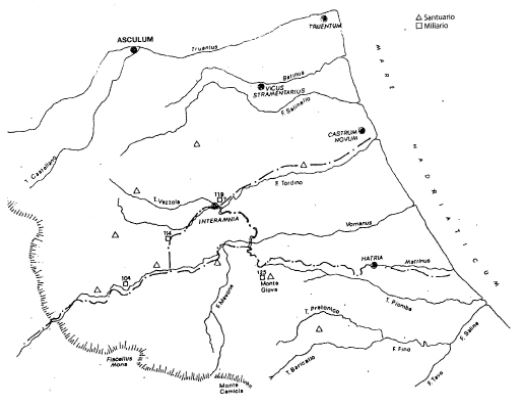
Il percorso orientale della via Caecilia secondo Guidobaldi (2000) e Coarelli (2016).

La via Caecilia avrebbe poi seguito l’argine sinistro del fiume Vomano per oltrepassarlo, sulla riva destra, con un ponte descritto da Niccola Palma a poca distanza dall'odierno ponte noto come "Ponte Paladini". La via, poi, ridiscendendo la valle del Vomano che divide la catena del Gran Sasso dalla catena dei Monti della Laga, raggiungeva Hatria (Atri) e quindi il mare Adriatico.
Prima di giungere ad Hatria (Atri) la via aveva una biforcazione: un ramo, dopo aver oltrepassato la limitrofa Necropoli di Ponte Messato, attraversava Interamnia Praetuttiorum (Teramo) quindi raggiungeva la costa probabilmente a Castrum Novum (Giulianova) ad una distanza di circa 151 miglia da Roma.
Gli indizi derivanti dalla nuova lettura della Guidobaldi della lapide di Porta Collina consentirebbero, contrariamente alla tesi storica del suo principio presso Montorio al Vomano suggerita dal Persichetti, di individuare il vorsus ovvero il bivio dove aveva inizio il deverticulum per Interamnia Pratetutiorum non lontano dal miglio LXXXXVIII e cioè, presumibilmente, nei pressi della attuale contrada di Aprati nel comune di Crognaleto presso il km 42 della S.S.80, passando non lungi dal tempio di Colle del Vento e presso il tempio di Pagliaroli (metà II sec. a.C.).
Questa precisazione sulla posizione del vorsus permette di raccordare, con relativa precisione, la diramazione verso Interamnia che penetrava le montagne di Roseto, al miliario CXIV rinvenuto presso Valle San Giovanni, confermando, in parte, l’ipotesi di Sandro Zenodocchio circa la via del Batino.
Il diverticolo raggiungeva poi Interamnia (Teramo) in linea con il miliario CXIX, detto di Sant’Omero ma ritenuto fuori posto e il miliario CXX, dopo aver attraversato la necropoli di Ponte Messato e l'area cultuale in località Madonna della Cona.
Dal miglio LXXXXVIII il ramo principale della via Caecilia proseguiva ancora per un tratto lungo l’argine destro del fiume Vomano fin nei pressi di Senarica e di Poggio Umbricchio, dove la strada segnava il miglio CIIII e, oltrepassato di nuovo il fiume Vomano sulla riva sinistra, la via seguiva l’argine fino all'area della odierna Montorio (forse Beregra), per raggiungere Hatria (Atri) e il porto di Cerrano.

#### Sviluppi recenti (2022-2024)

##### Antonelli (2022)
Sonia Antonelli in un articolo del 2022 ha focalizzato l'indagine sul percorso della via Caecilia nell'area settentrionale dell'Abruzzo, integrando l'ipotesi di un tracciato nella relazione di insediamenti e strade nell'area, con particolare cura a risolvere l'equivoco circa il luogo e le circostanze di rinvenimento del cippo miliario di Sant'Omero.

##### Betori e Virili (2024)
Alessandro Betori e Carlo Virili, nel 2024, hanno presentato in un convegno a Padova i risultati della loro indagine sul percorso della via Salaria/Caecilia ad est di Interocrium precisando, circa il percorso e la denominazione della via, come «I problemi storiografici relativi al riconoscimento della strada che attraversava i territori conquistati sabini ed adriatici sembrano far convergere più Autori nella denominazione di detta via in Caecilia, menzionata nella famosa epigrafe di Porta Collina, che almeno con certezza odonomastica, corrispondeva alla tratta Amiternum-Hatria di cui rappresenterebbe il prolungamento orientale della via Salaria. La via Salaria, dunque, dopo Reate, seguiva la valle del Velino fino ad Interocrium per poi deviare verso oriente fino alla piana di Amiternum e da lì, con la denominazione di Caecilia, valicando la parte meridionale dei Monti della Laga, giungeva fino ad Hatria.»
Oggetto dell'indagine in particolare sono state «recenti acquisizioni di dati archeologici, relativi ad opere infrastrutturali di carattere viario, messe in luce attraverso attività di archeologia preventiva nel territorio di Antrodoco che permettono di mettere topograficamente a sistema tutta una serie di evidenze mal note censite a partire dall’Ottocento».
I due archeologi si sono avvalsi, nel loro lavoro, di mezzi moderni quali:
- una piattaforma GIS per sintetizzare la mole di dati proveniente da un'indagine svolta a più livelli (archeologico, storico, geomorfologico, idrologico, ambientale) con lo scopo di ottenere «la traduzione storica del bacino topografico» oggetto dell'indagine
- droni per la realizzazione di foto aeree da sottoporre ad interpretazione archeologica e rilievi fotogrammetrici di precisione delle «evidenze monumentali messe in luce».

Il lavoro si propone, in uno sviluppo futuro:
- «uso più specifico e tecnologico delle immagini ottenute da voli con droni in riferimento ad analisi territoriali effettuate con supporti quali camere termiche e multispettrali per una migliore interpretazione del contesto archeologico capace di proporre anche modelli di indagine predittivi»  (non invasivi).
- uso dei dati elaborati e sintetizzati da parte di:
  - enti locali come strumento di gestione e pianificazione
  - Soprintendenze come strumenti di tutela dei beni indagati e da indagare.

## Reperti della via Caecilia e tracce romane lungo il suo percorso
Piuttosto scarsi e tanto più preziosi sono i reperti che hanno aiutato gli studiosi a formulare le loro ipotesi circa l'esistenza ed il percorso della via Caecilia nelle aree interessate dal percorso storico proposto da Hülsen alla fine dell'Ottocento. Tra questi l'unica iscrizione è quella di Porta Collina a Roma mentre almeno tre sono i miliari, in area teramana, invocati nei suoi ragionamenti dallo studioso tedesco e da quanti lo hanno seguito nel formulare ipotesi sul percorso della via Caecilia.

### Iscrizioni

#### Lapidi
- Lapide di Porta Collina (CIL VI, 3824): Rinvenuta nel 1873 a Roma nei pressi della mura serviane è la testimonianza principale dell'esistenza di una via Caecilia.

#### Pietre Miliari

Cippo di Poggio Umbricchio nella chiesa di Santa Maria Lauretana (anni '80).

Particolarmente importanti nel definire la topografia delle viae romanae, i miliari di epoca romana si presentano, in massima parte, come cilindri di pietra (colonne), o pietre rastremate come nel caso di Sant'Omero, più raramente pietre squadrate.
- miliario CIIII di Poggio Umbricchio (CIL IX, 5958): è conservato a Poggio Umbricchio, frazione di Crognaleto, nella locale chiesa di S. Maria Lauretana[67]. Da sempre è ricordato nella chiesa adattato ad acquasantiera. Il miliario, una colonna alta 1,12 m, di diametro di circa 40 cm, presenta su una iscrizione di sei righe con lettere alte circa 4 cm, la dedica agli imperatori Valentiniano I, Valente e Graziano che consentono di datarlo intorno al 370 d.C.[68]
- miliario CXIIII[69] di Valle San Giovanni (CIL?):  è il miliario della "via del Batino" scoperto a Valle San Giovanni, frazione di Teramo, nel 1993[70]. Il rinvenimento è avvenuto in località "Cavonetto", non lontano dalla confluenza del torrente Fiumicello nel fiume Tordino (Batinus) insieme a un tratto dell'antica strada[71][72].
- miliario CXIX di Sant'Omero (o cippo Vallorino poiche rinvenuto in località Vallorina di Sant'Omero) (CIL IX, 5953): scoperto nel 1823, ne scrisse lo storico Niccola Palma il quale fu tra i primi ad ipotizzare che la pietra fosse una prova del passaggio di un antico tracciato della via Salaria, al quale attribuì il nome di via Metella[73].[74] Palma ritenne che il miliario di sant'Omero non fosse, in origine, nella posizione del suo rinvenimento. La pietra è oggi conservata presso il museo civico archeologico Francesco Savini di Teramo.

### Altri reperti

#### Nel Lazio
Sul percorso contemplato dall'ipotesi ottocentesca del tracciato seguito dalla via Caecilia sono ancora presenti i reperti descritti da Persichetti durante la sua indagine per l'articolo del 1898 sebbene, secondo le tesi più recenti di Barbetta e Coarelli, non appartengano alla via Caecilia ma ad un'altra via romana che metteva in comunicazione la via Salaria alle valli del Turano e del Salto. Si tratterebbe della stessa via che, nel medioevo, permetteva i collegamenti tra l'abbazia di San Salvatore Maggiore, sull'altopiano del Letenano, e l'abbazia di Farfa e tra l'abbazia di San Salvatore Maggiore e Roma. Questa strada, ancora in un documento del 949, registrato da Gregorio da Catino nel Liber largitorius vel notarius Monasterii Pharphensis, era indicata come «viam Salariam quae venit a monasterio Domni Salvatoris et pergit ad Romam» a testimonianza del fatto che probabilmente si trattava di un'antica via romana che si diramava dalla via Salaria verso est, forse proprio quella, a partire dal miglio XXXV, seguita dal Persichetti. La stessa via avrebbe facilitato la penetrazione dei monaci benedettini nel Piceno a partire dall'VIII secolo per fondare le pertinenze del monastero del Salvatore, soprattutto nella valle del Vomano.

##### In Sabina
- Sul fiume Turano, nel comune di Rocca Sinibalda: i resti di un pilone di un ponte romano sotto il Ponte Mercatello.
- A Trebula Mutuesca: l'anfiteatro, testimonianza dell'importanza del municipio che doveva essere raggiunto da una via carrabile.
- All'abbazia di San Salvatore Maggiore presso Concerviano: la lapide di Sesto Tadio e due rocchi di colonna di granito di provenienza estranea alla zona.

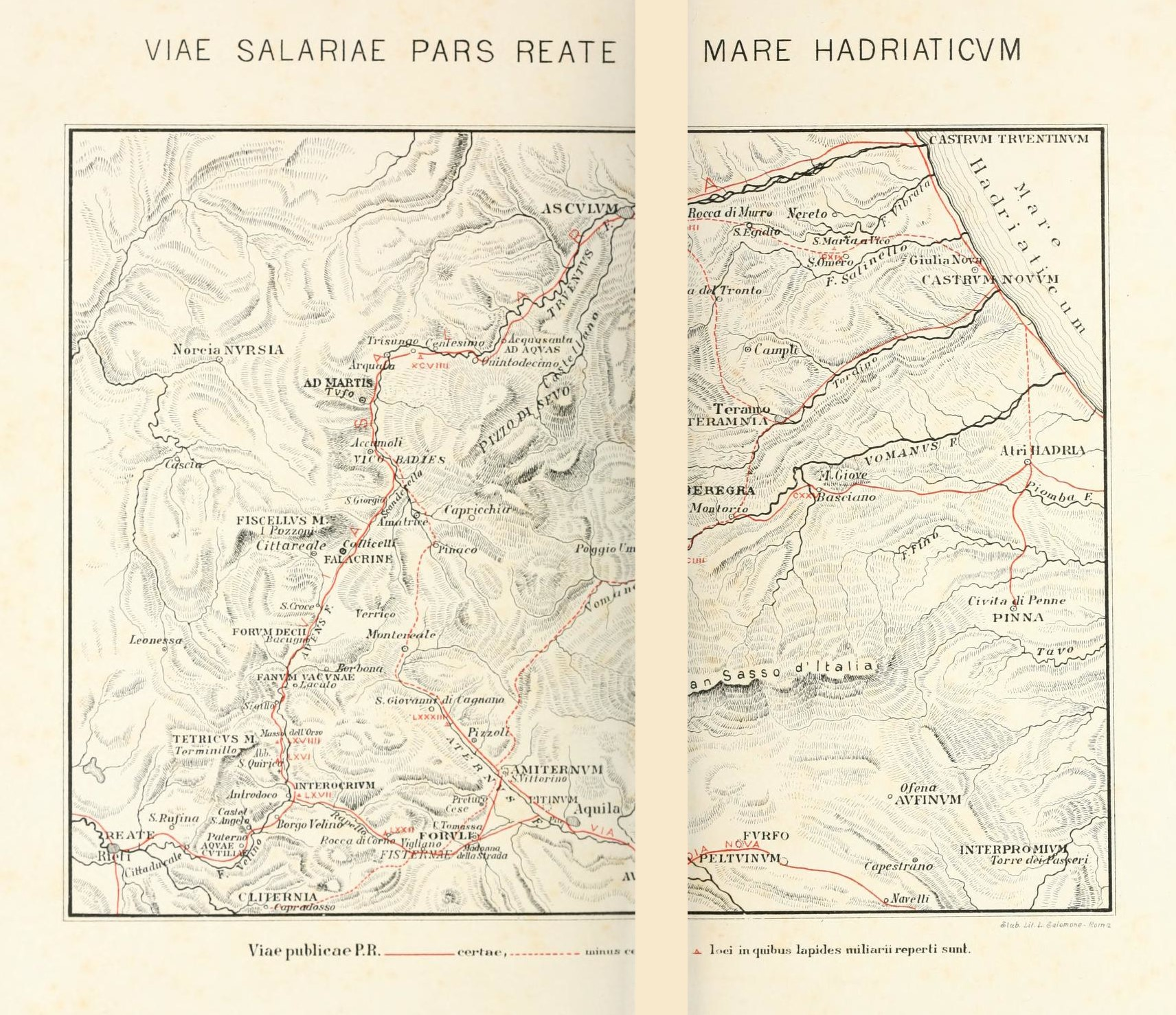
Mappa della via Salaria da Reate al Mare Hatriaticum da Persichetti (1902).

- Ad Antrodoco, nella gola di Antrodoco: resti di opere di sostruzione in blocchi squadrati senza malta, un chiavicotto per il deflusso delle acque di un affluente del torrente Rio Rapelle, una tagliata di epoca romana presso il santuario della Madonna delle Grotte, un muro di sostruzione in località Vignola.[79]

#### In Abruzzo
- A Sella di Corno: il miliario LXXII della via Caecilia conservato in via della Fonte nei pressi della chiesa di San Bernardino.

Appartenenti al ramo orientale della via Caecilia, riconosciuto anche dalle ipotesi moderne di tracciato della via romana, sono ancora riconoscibili:

##### Nell'aquilano
- Nel territorio di Scoppito: nei pressi della frazione Madonna della Strada, il "Ponte Nascuci" ovvero Ponte Nascosto[80].
- Ad Amiternum: a sud degli scavi, è visibile un tratto di basolato che già il Persichetti ravvisò come quello della via Caecilia.
- Dopo il Passo delle Capannelle (provenendo da Amiternum): in località Porcinari, nel luogo detto "le Pietre Bianche"[81][82] è possibile ravvisare le crepedines della via Caecilia ancora in situ.

##### Nel teramano
- Dopo il Passo delle Capannelle (provenendo da Amiternum): in località Paladini rinvenuti resti del pilone di un ponte romano.
- Presso Poggio Umbricchio, al km 50.2 della SS.80: resti di un ponte sul fiume Vomano, già ravvisati da Persichetti[83], oggi al di sotto di un ponte pedonale nei pressi del vecchio mulino di Poggio Umbricchio.

- In località Madonna della Cona presso Teramo: l'area cultuale di Madonna della Cona e la necropoli di Ponte Messato ove si ravvisa il basolato, ben conservato, di quella che doveva essere, già secondo Hülsen ed il Persichetti, una diramazione della via Caecilia.
- Nella città di Teramo: resti del Teatro e dell'Anfiteatro romano, della domus del Leone testimoniano l'importanza del municipio romano che doveva essere collegato alla rete viaria romana in maniera opportuna.
- Alla confluenza tra il fiume Mavone ed il Vomano nel comune di Basciano: il Vicus di San Rustico di Basciano. Reperti dagli scavi sono conservati presso il museo civico archeologico Francesco Savini di Teramo e il museo archeologico nazionale della Marche di Ancona.

Reperti romani lungo il percorso Ottocentesco della via Caecilia
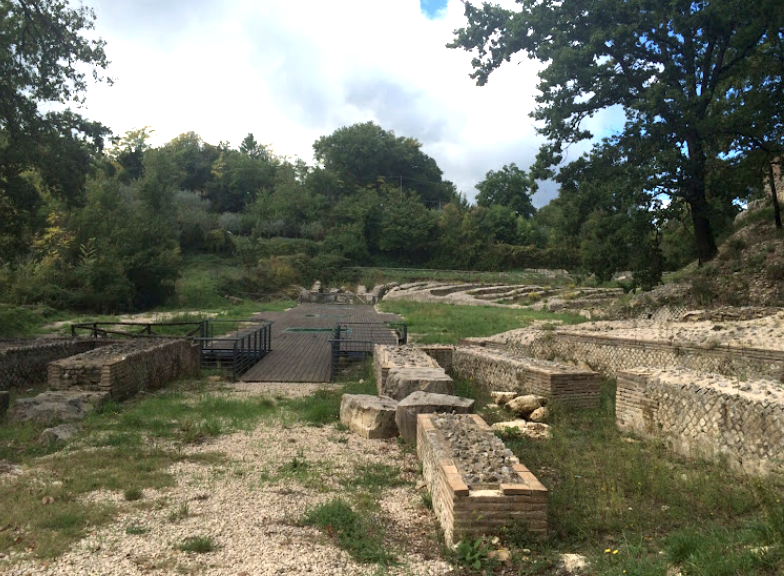
Anfiteatro di Trebula Mutuesca (Monteleone Sabino, RI) (2023).
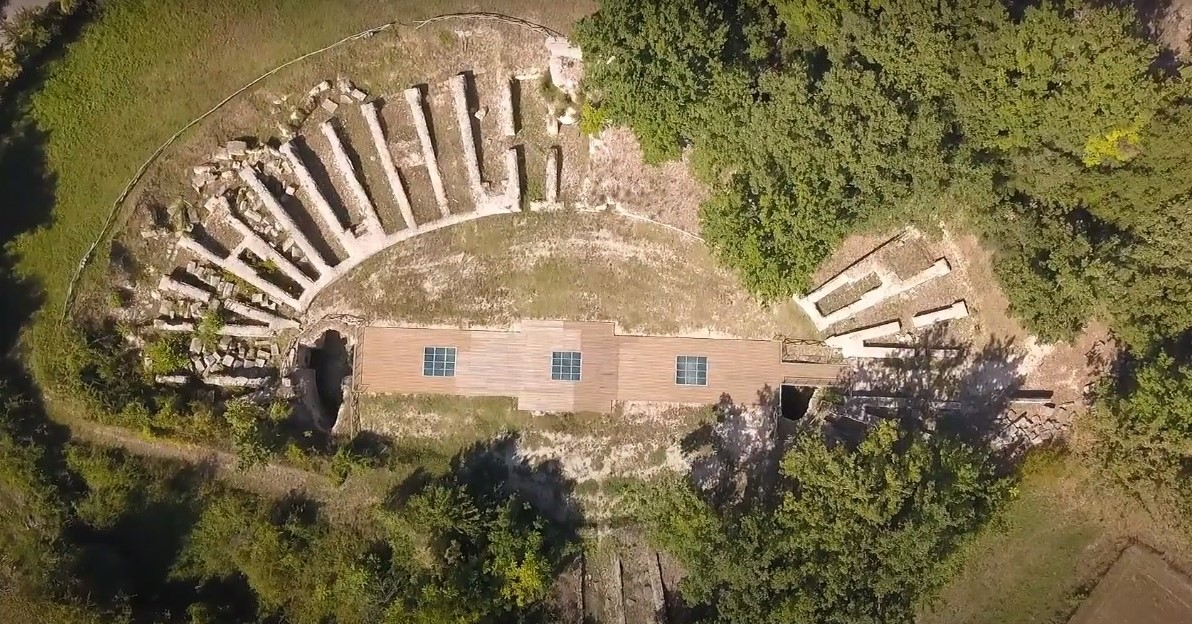
Anfiteatro di Trebula Mutuesca (Monteleone Sabino, RI) (2020).
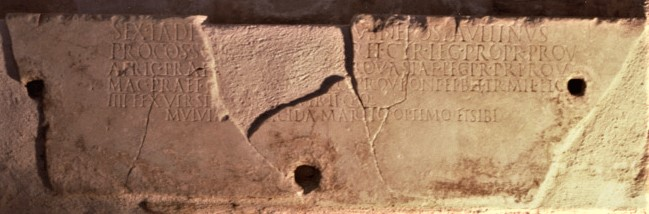
Lapide di Sesto Tadio all'abbazia di San Salvatore Maggiore (Concerviano, RI) (2022).
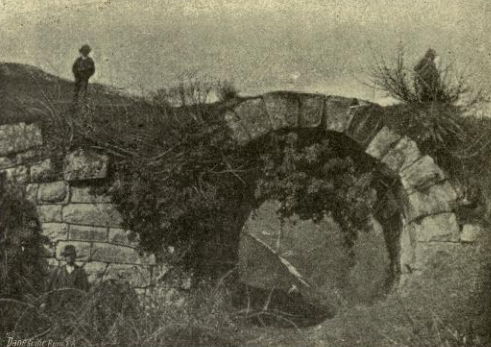
Resti del Ponte Nascuci, Scoppito (AQ) (1902).
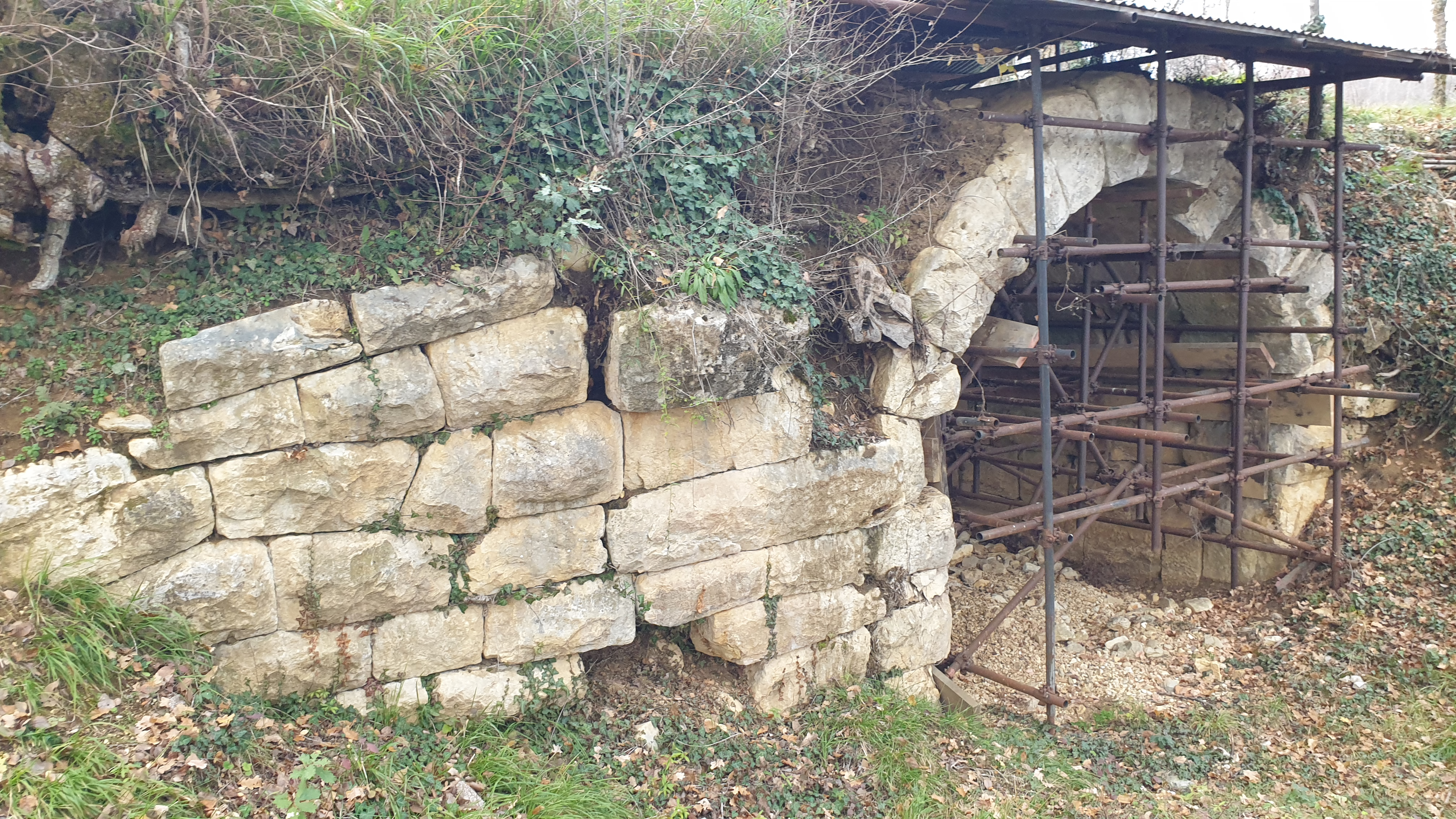
Il Ponte Nascuci, Scoppito (AQ) (2020).
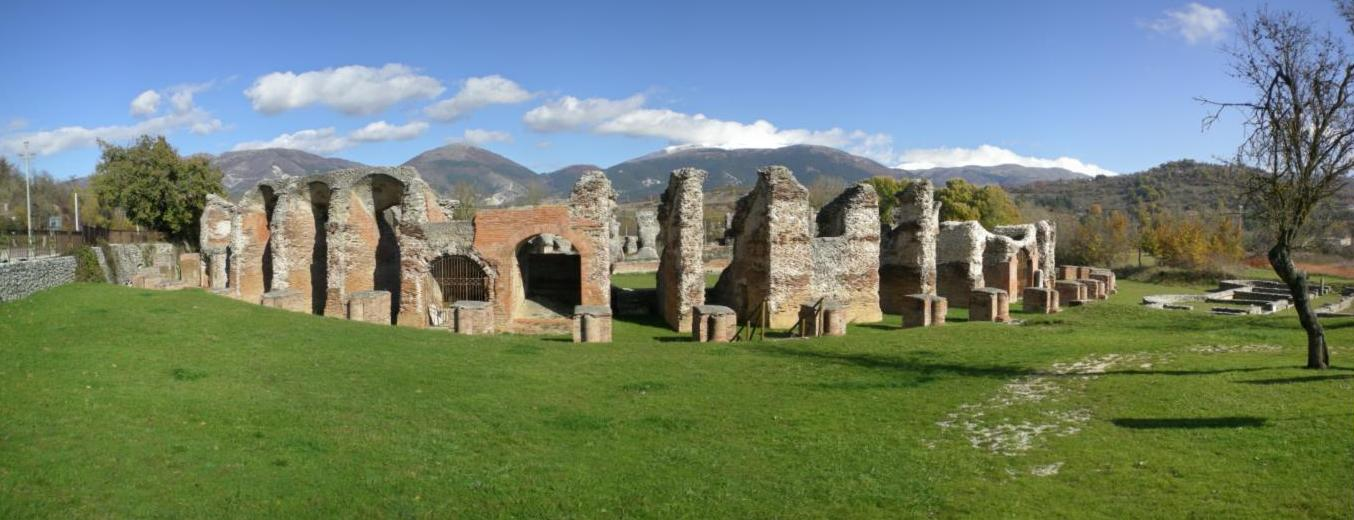
Rovine di Amiternum (San Vittorino, AQ) (2009).
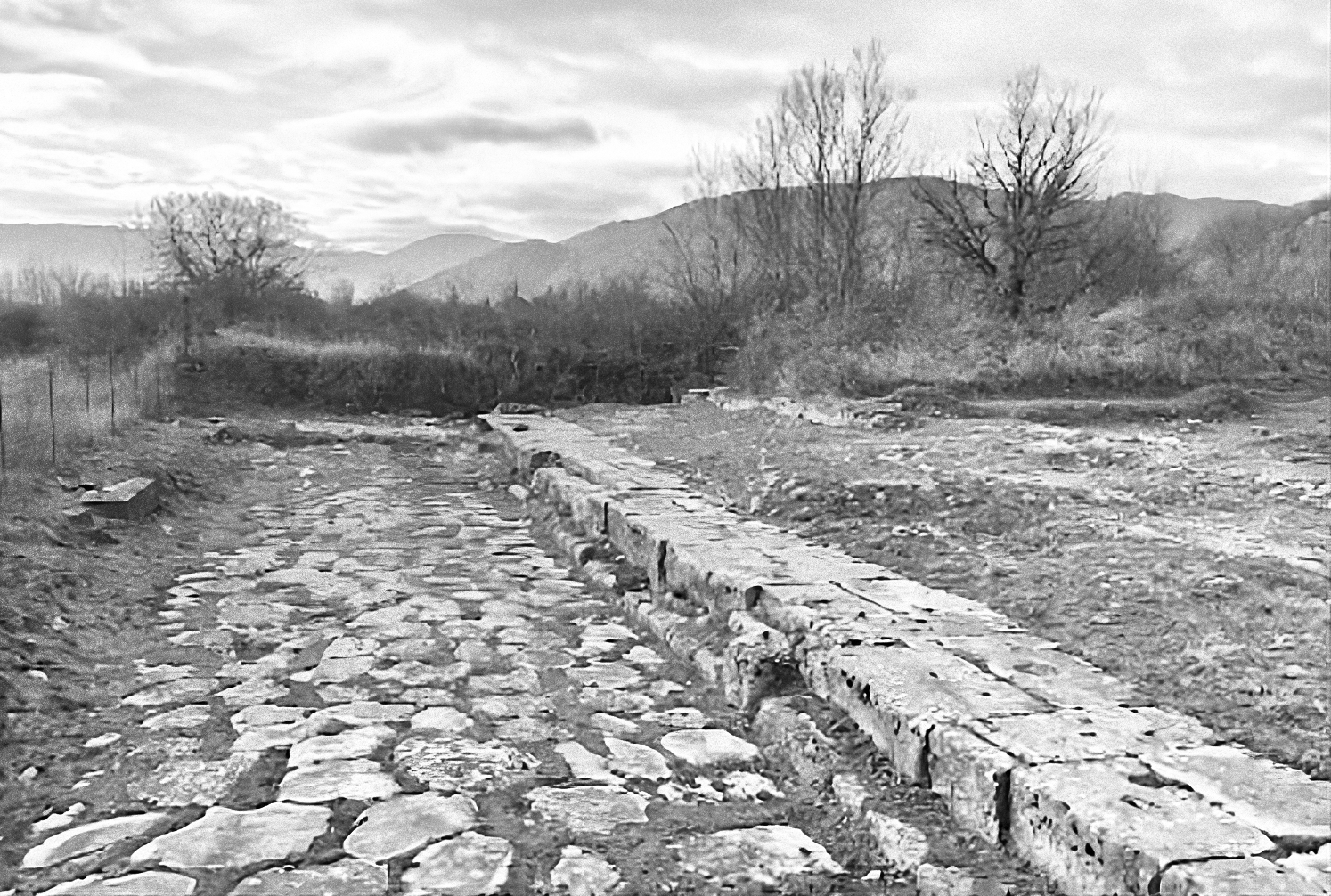
Basolato della via Caecilia ad Amiternum (2019).
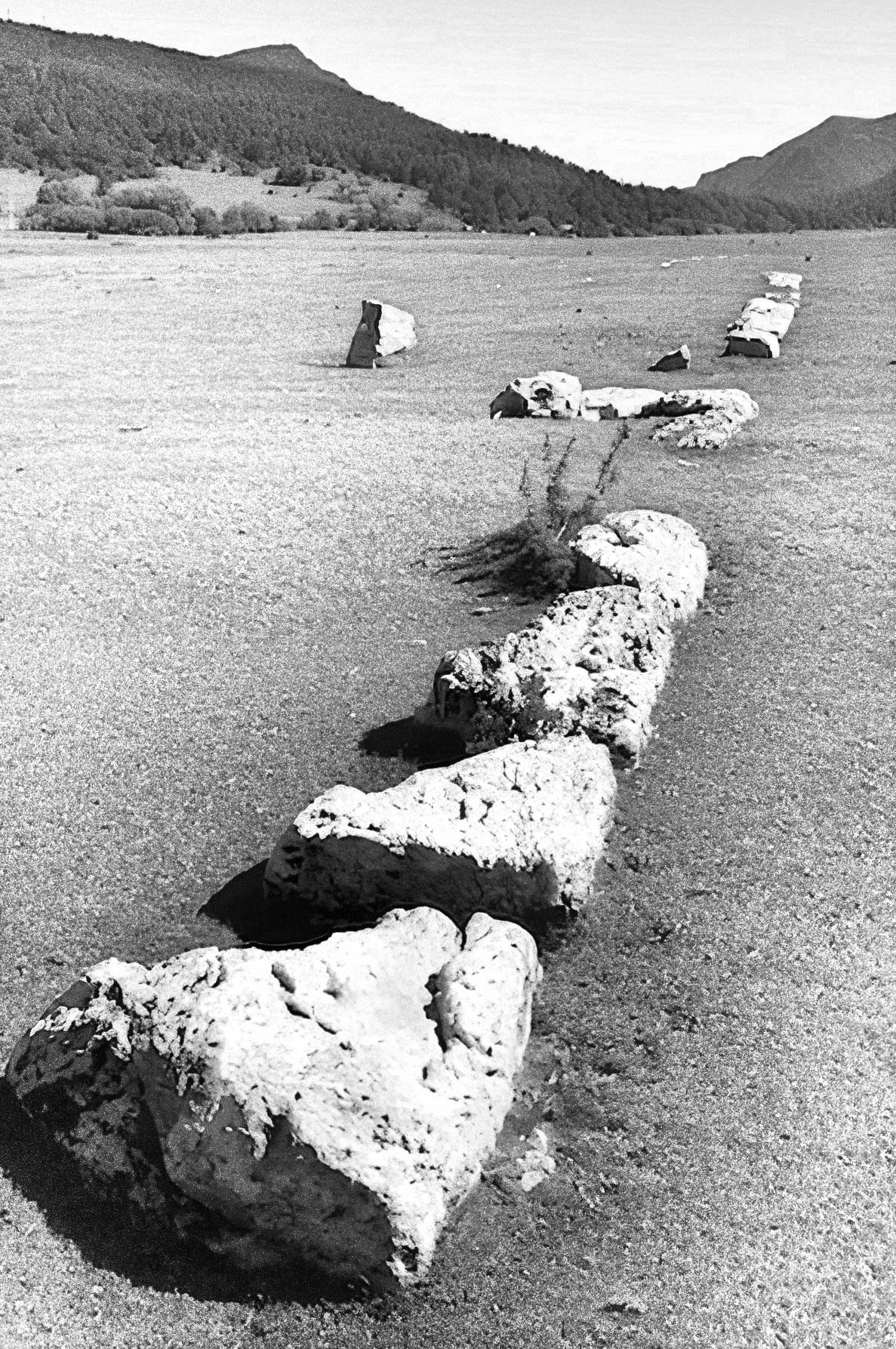
Crepidini al Passo delle Capannelle (2012).
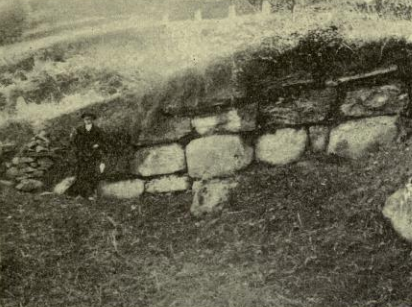
Sostruzione in località Casa Vitella (Poggio Umbricchio), SS.80 km 40,5 (1902).
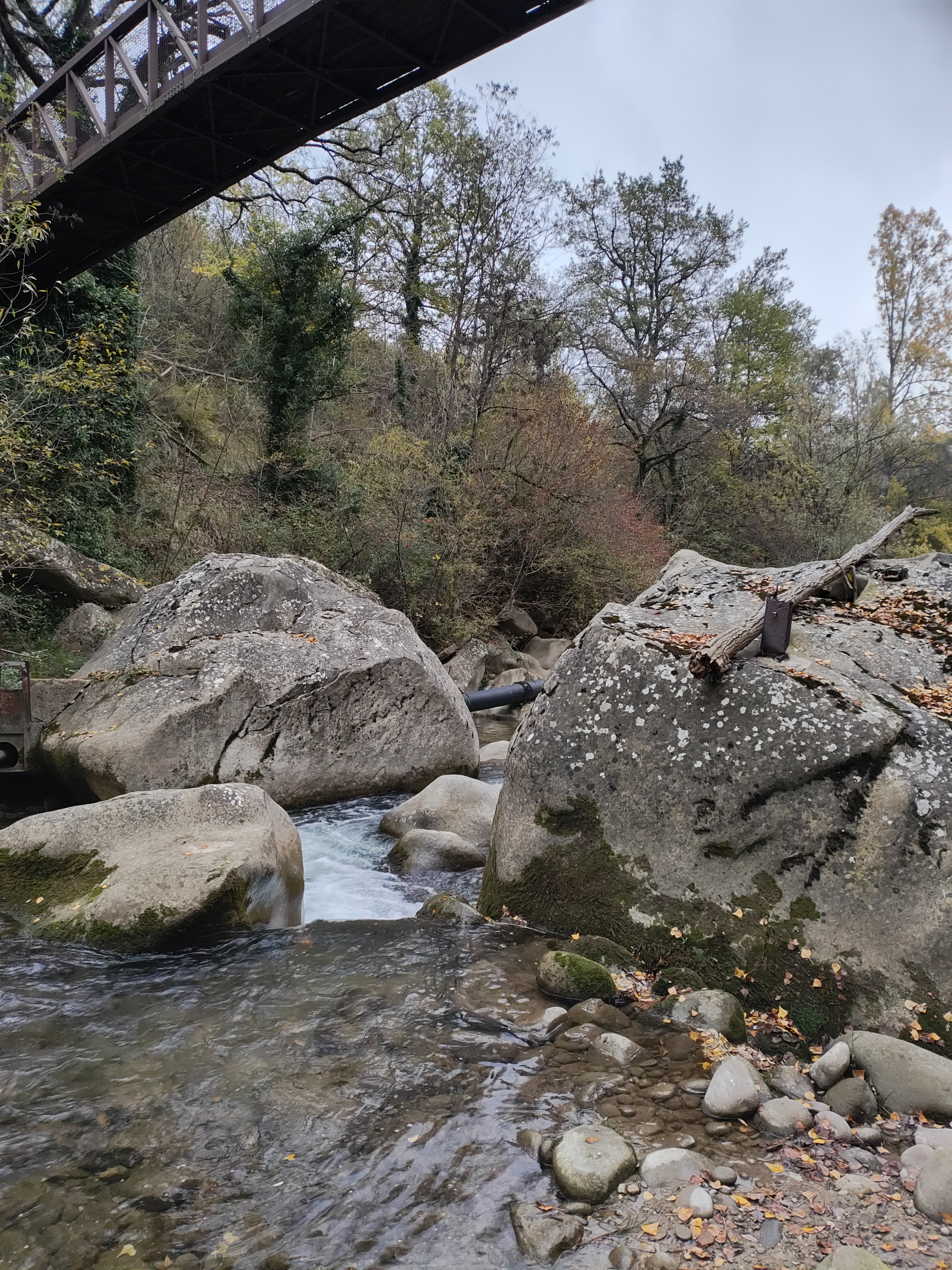
Il guado sul Vomano in località Mulino Vecchio (Poggio Umbricchio), SS.80 km 50,2 (2024)
Scavi alla Madonna della Cona (TE) (1961).
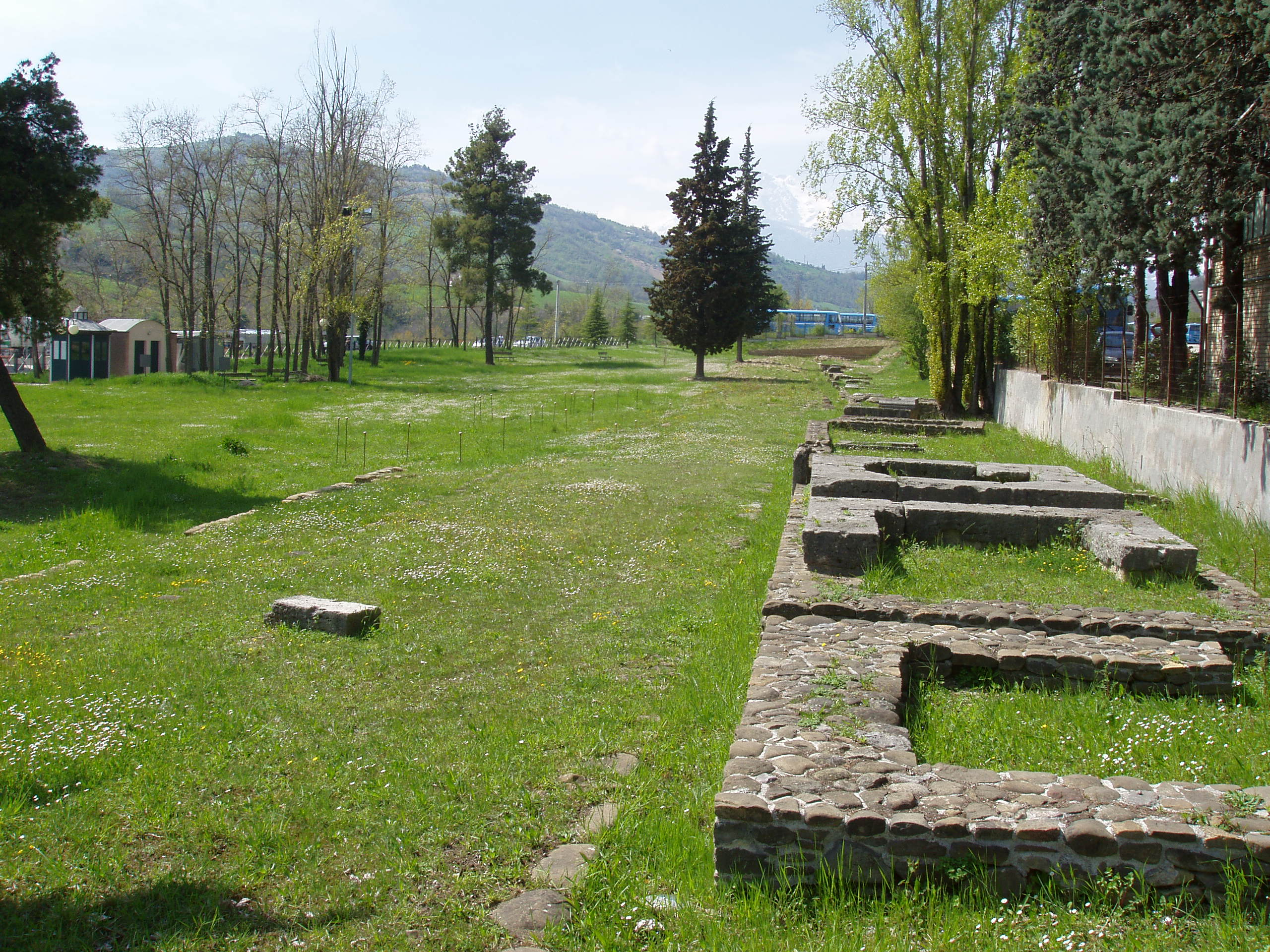
Necropoli di Ponte Messato (Madonna della Cona, TE) (2008).
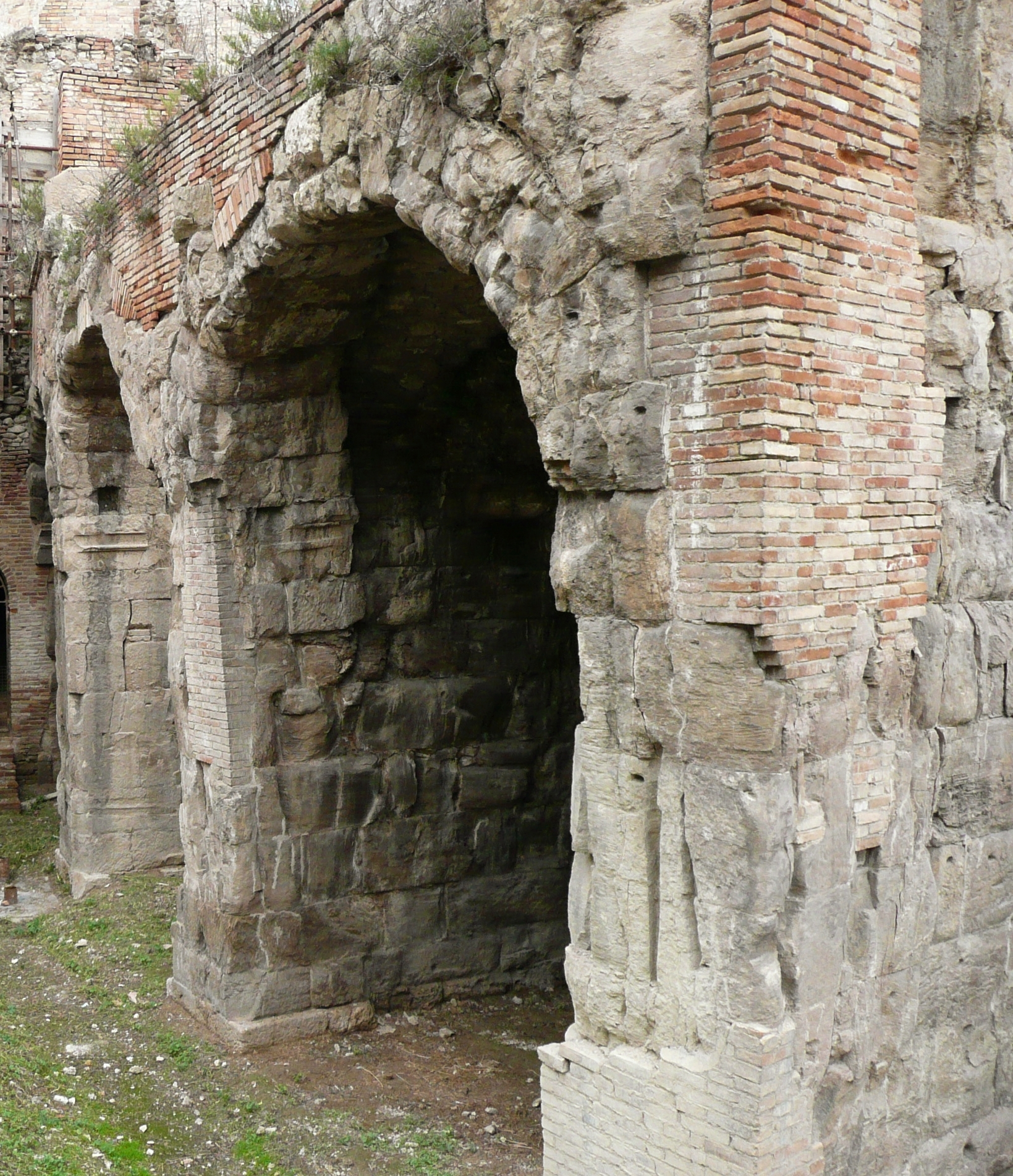
Resti del teatro romano di Teramo (2007).
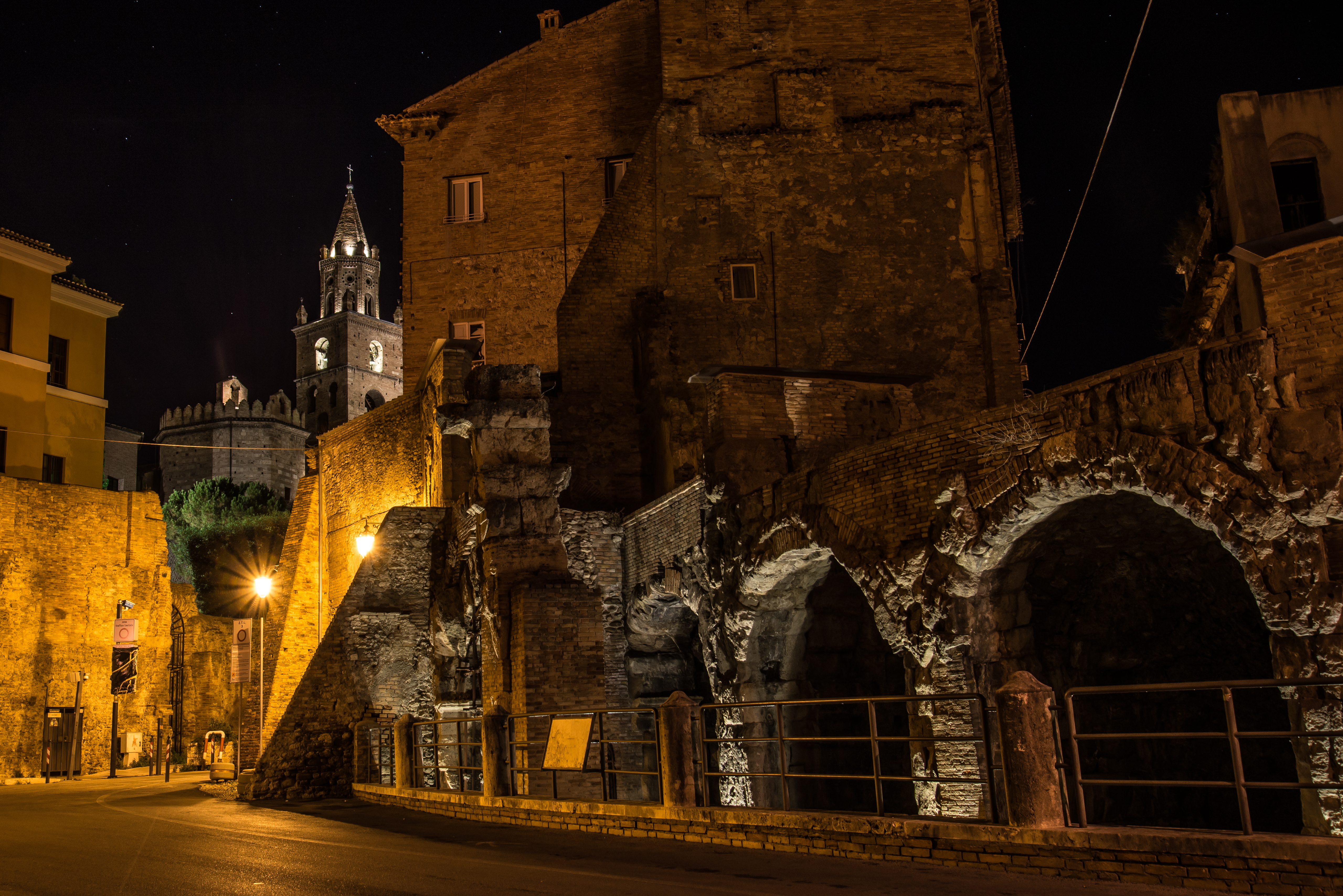
Resti del teatro romano di Teramo, vista notturna (2014).
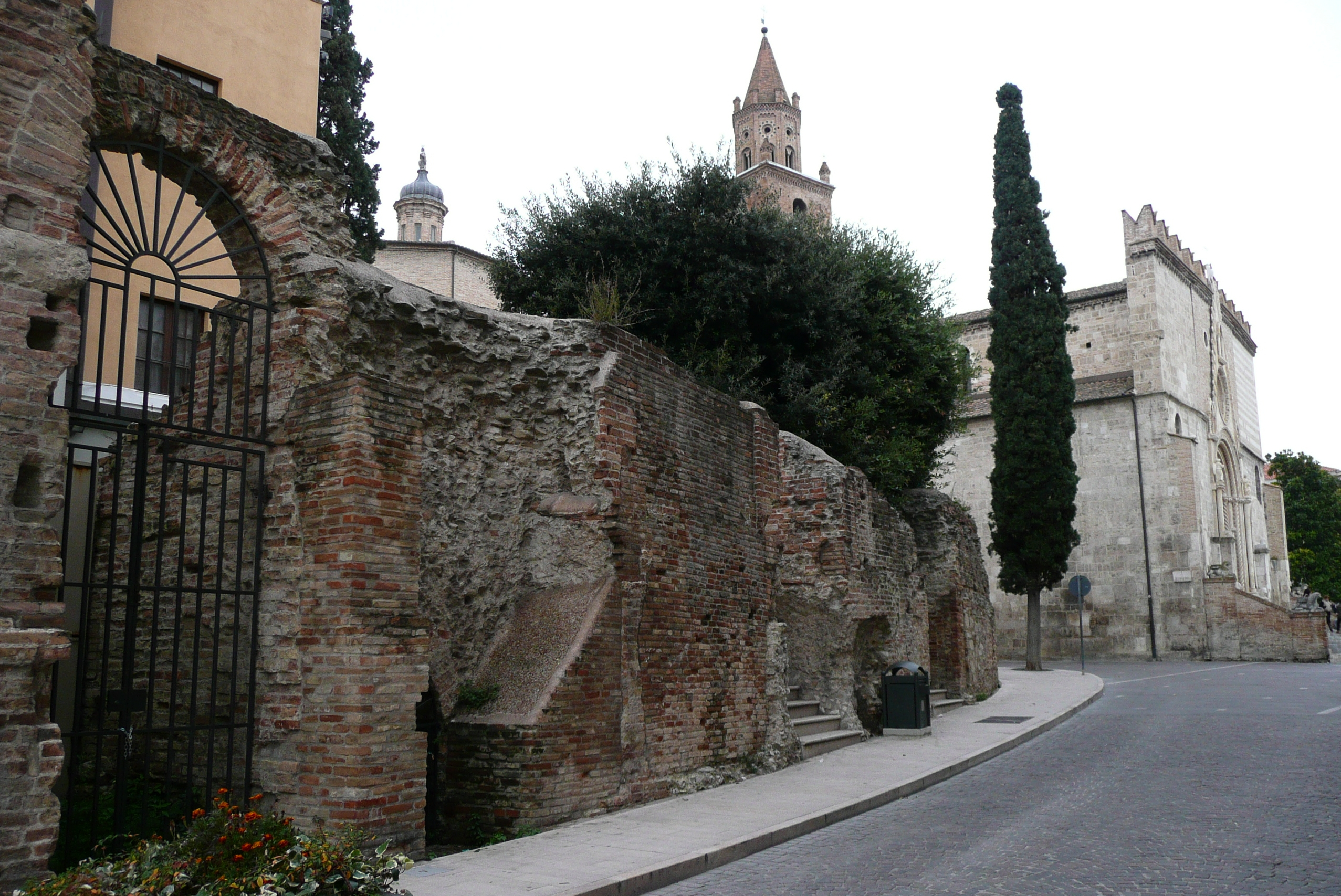
Resti dell'anfiteatro romano di Teramo (2007).

## La via Caecilia in epoca moderna
Il nome della via Cecilia è rimasto, in epoca moderna, nella memoria di alcuni centri urbani del centro Italia.
Dopo i lavori di Hülsen e Persichetti, a cavallo tra la fine dell'Ottocento e l'inizio del Novecento, il gusto per la riscoperta delle antichità pervase alcune di quei centri il cui territorio, secoli prima, doveva essere stato attraversato, secondo i due famosi studiosi, dalla via consolare di nuova scoperta.
La memoria di una via romana, di nome Cecilia, che permettesse di giungere all'antica Trebula Mutesca, cantata da Virgilio, è, in Sabina presso Monteleone Sabino, patrimonio ormai consolidato, seppure dai contorni confusi ed imprecisi, mentre nelle contrade di Capradosso, frazione nel comune di Petrella Salto in provincia di Rieti, addirittura la strada d'accesso al paese è stata intitolata "via Cecilia" in memoria della supposta "via Caecila" romana riscoperta alla fine dell'Ottocento.
Nel teramano, dopo i rinvenimenti di miliari e tratti di basolato dell'inizio dell'Ottocento, si cominciò a parlare di "via Metella" per quelle che già Niccola Palma riteneva essere diramazioni della via Salaria.
Sempre nella provincia di Teramo, eco del passaggio della via Caecilia nel suo territorio, potrebbe essersi conservato nel nome di quella che dal XII secolo è conosciuta come la valle Siciliana, ovvero la valle del Mavone a sud di Montorio al Vomano ad est della catena del Gran Sasso.

### Riscoperta e valorizzazione di una strada romana

#### Via Caecilia come attrazione turistica negli itinerari escursionistici

##### Antrodoco

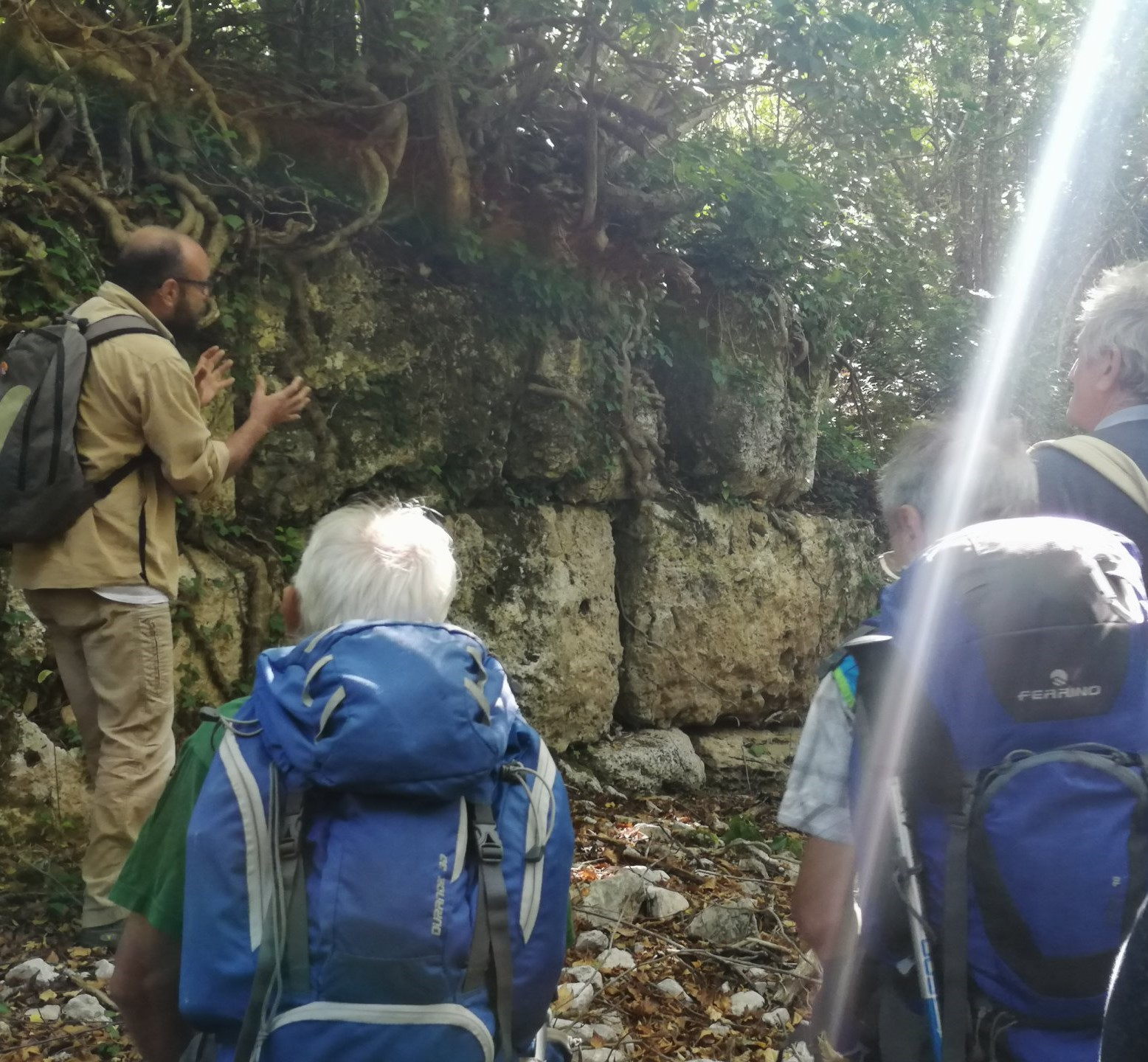
L'archeologo Carlo Virili illustra ad un gruppo di escursionisti i resti della via Caecilia ad Antrodoco (2019).

Ad Antrodoco si è cominciato a parlare di via Caecilia dopo il convegno sulla Salaria del 1997 quando Barbetta avanzò l'ipotesi di riconoscere la via da Interocrium ad Amiternum come un tratto della via Caecilia e dopo l'articolo di Coarelli del 2016.
Da allora la cittadinanza ha ripreso coscienza dell'esistenza nel proprio territorio, già attraversato dalla via Salaria, di un altro tracciato di strada consolare romana, nella sua corretta denominazione la via Caecilia, lungo l'antico percorso che da Antrodoco portava al Santuario della Madonna delle Grotte e alla frazione di Vignola passando per le località Rapelle.
Un'associazione culturale intitolata alla via Cecilia ha preso forma e, tra il 2016 ed il 2020 sono state intraprese iniziative di valorizzazione turistica legate agli itinerari escursionistici.

Nell'estate del 2018, a seguito dello scavo per la sostituzione di una condotta della rete Snam in località Rapelle, un lavoro di archeologia preventiva ha permesso l'interessamento dell'archeologo Carlo Virili che ha coinvolto la Soprintendenza Archeologia Belle Arti e Paesaggio delle provincie di Frosinone; Latina e Rieti e quindi il Dipartimento di Scienze dell'Antichità dell'Università la Sapienza di Roma. Sono stati liberati dalla vegetazione che li aveva ricoperti ed indagati i resti di opere murarie monumentali inerenti alla via Caecilia presenti lungo il fosso del Rio Rapelle da Antrodoco alla frazione di Vignola. Quei resti erano sfuggiti all'indagine meticolosa del Persichetti all'inizio del novecento nelle sue ricerche sulla via Salaria.

Resti della via Caecilia ad Antrodoco
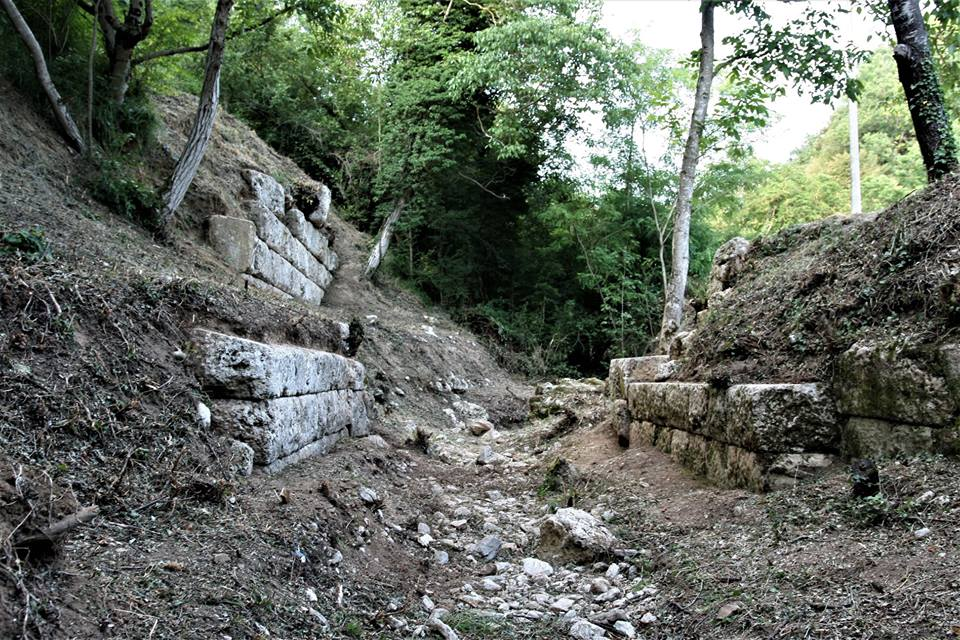
Resti della via Caecilia ad Antrodoco, loc. Rapelle, vista da sud (2023).
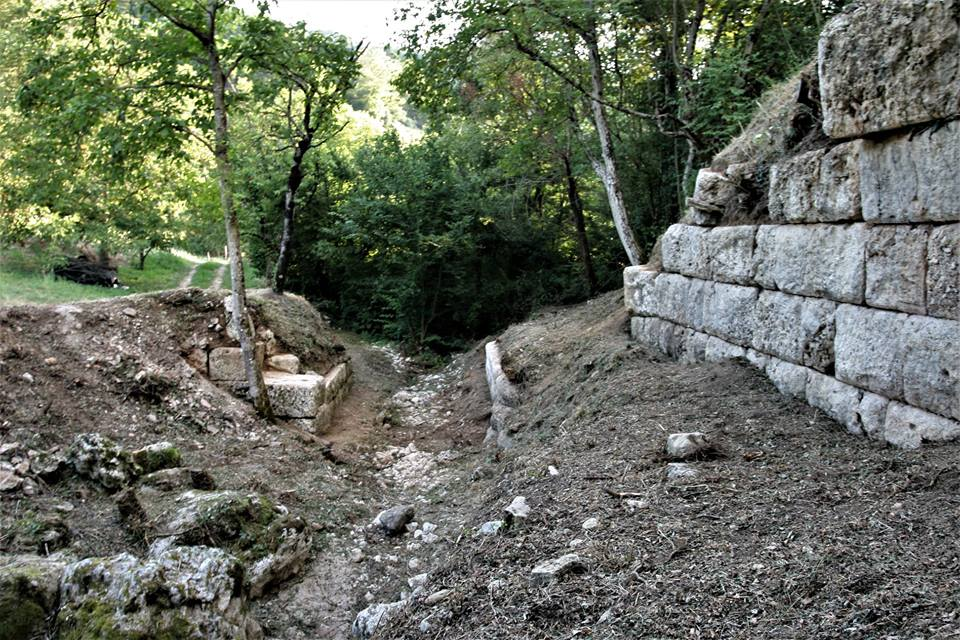
Resti della via Caecilia ad Antrodoco, loc. Rapelle, vista da nord (2023).
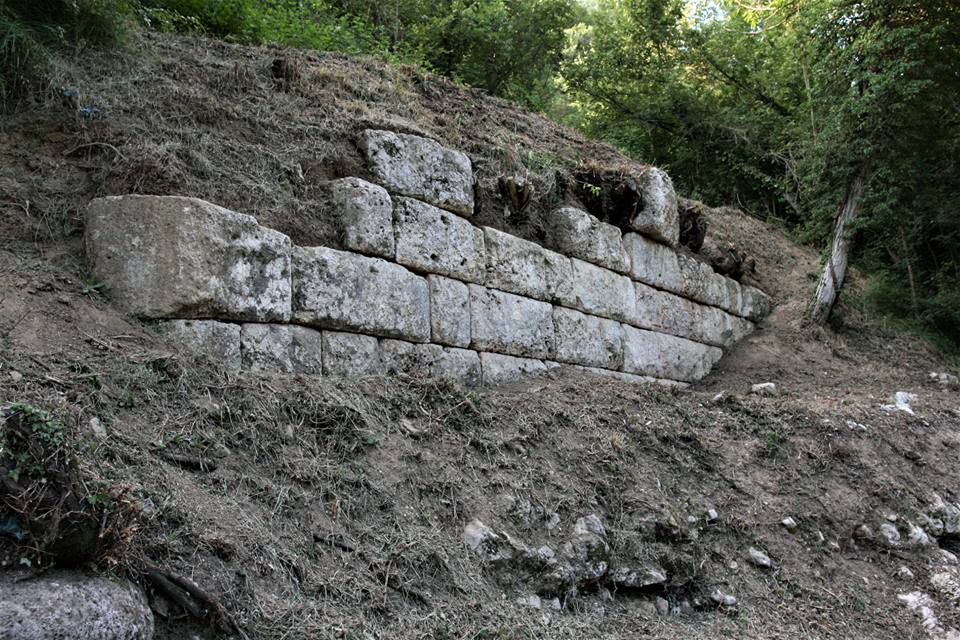
Resti della via Caecilia ad Antrodoco, loc. Rapelle, (2023).
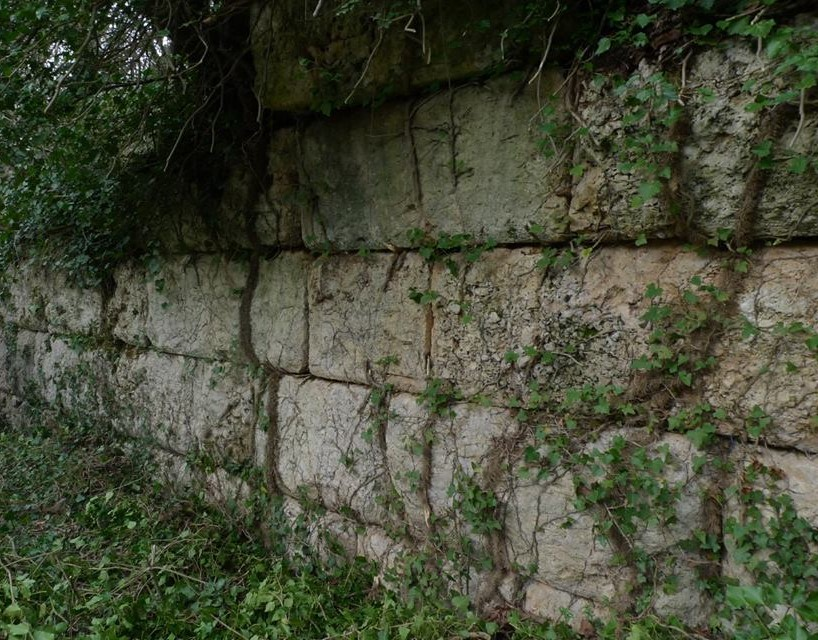
Particolare di un muro di sostruzione ad Antrodoco, loc. Rapelle (2023).

##### Nel teramano
Iniziative analoghe a quelle di Antrodoco, legate alla riscoperta e valorizzazione di antichi percorsi negli itinerari escursionistici, hanno avuto luogo negli anni recenti anche nel territorio teramano.

#### Via Caecilia cicloturistica: un progetto

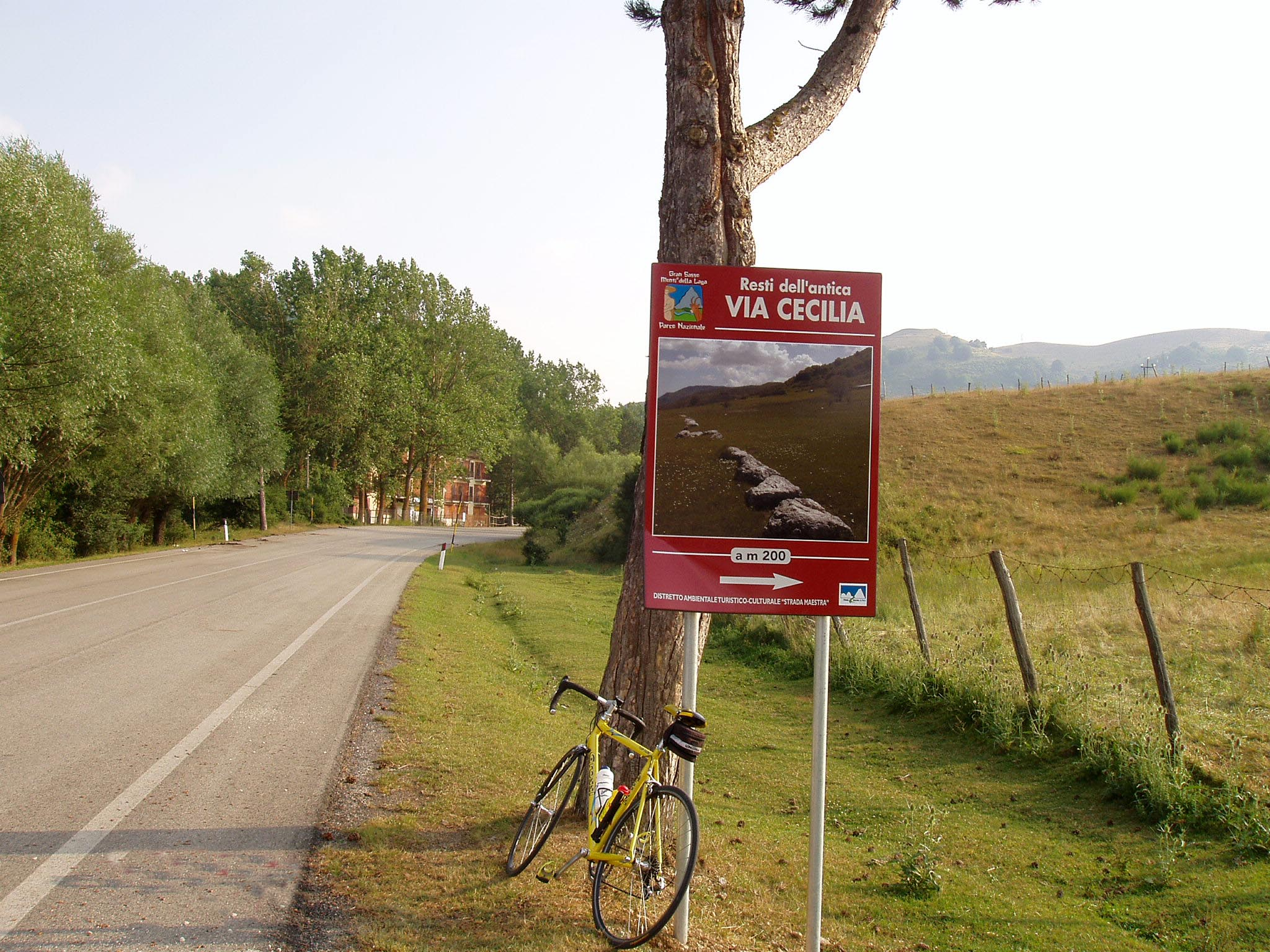
La via Cecilia lungo la Strada maestra del Parco in prossimità del bivio per il Lago di Campotosto e nei pressi del Passo delle Capannelle, nel cuore del Parco Nazionale del Gran Sasso e Monti della Laga.

Nel 2010, all'epoca della progettazione da parte di BicItalia dell'itinerario cicloturistico tirreno-adriatico dal nome Ciclovia Salaria, tra Porto d’Ascoli e Roma, l'ing. Lucio De Marcellis, a capo del Coordinamento per le piste Ciclabili nell'Abruzzo Teramano (CCiclAT), propose d’integrare quel percorso con un ramo aggiuntivo, da chiamarsi "via Cecilia cicloturistica", nel tratto tra Antrodoco (l’antica Interocrium) e Giulianova (Castrum Novum), con un’auspicabile diramazione lungo il Vomano fino a Scerne di Pineto-Roseto degli Abruzzi.
L'intuizione dell'ing. De Marcellis nacque dal notare l'apprezzamento riservato dagli appassionati di ciclismo alla SS.80 in particolare per la frazione del percorso che collega Amiternum a Montorio al Vomano. Noto come "Strada maestra del Parco", il tratto di strada ricalca, grosso modo, il tracciato orientale dell'antica via Caecilia.

### Monografie sulla via Caecilia

#### Studi Ottocenteschi sulla via Caecilia
- Christian Hülsen, L'iscrizione della Via Caecilia, in Notizie dagli scavi 1896, collana Atti della Reale Accademia dei Lincei. Memorie della classe di scienze morali, Roma, Accademia dei Lincei, 1896.
- Niccolò Persichetti, Alla Ricerca della Via Caecilia, in Bullettino dell'Imperiale Istituto Archeologico Germanico - Sezione romana, Mitteilungen des Deutschen Archaeologischen Instituts, Romische Abteilung, Vol. XIII, Rom, Loescher & Co, 1898,  pp. 193-220. (Persichetti sul ramo occidentale della via Caecilia, Google Books)
- Niccolò Persichetti, Alla Ricerca della Via Caecilia (Continuazione e fine. V. Mitteilungen, 1898, p. 193 seg.), in Bullettino dell'Imperiale Istituto Archeologico Germanico - Sezione romana, Mitteilungen des Deutschen Archaeologischen Instituts, Romische Abteilung, Vol. XVII, Rom, Loescher & Co, 1902,  pp. 277-304. (Persichetti sul ramo orientale della via Caecilia)
- (DE) Christian Hülsen, Via Caecilia, in August Pauly e Georg Wissowa, Realencyclopädie der classischen Altertumswissenschaft, a cura di Wilhelm Kroll, Paulys Realencyclopädie der classischen Altertumswissenschaft: neue Bearbeitung, Tomo III,1, Stuttgart,  pp. 1173-1174.
- Niccola Palma e Bartolomeo Borghesi, Di una iscrizione relativa ad una strada del Pretuzio, in Bullettino dell'Instituto di corrispondenza archeologica per l'anno 1833, Roma, 1833,  pp. 100-104. (Sul cippo di Sant'Omero).
- Niccola Palma, Storia ecclesiastica e civile della regione più settentrionale del Regno di Napoli detta dagli antichi Praetutium; ne' bassi tempi Aprutium oggi città di Teramo e diocesi aprutina scritta dal dottore di leggi D. Niccola Palma canonico della cattedrale aprutina., Vol. 5, Teramo, Ubaldo Angeletti, 1836,  p. 206 e segg..(Sui resti del Ponte Paladini).

#### Studi Moderni sulla via Caecilia
- (DE) Gehrard Radke, Viae Publicae Romanae: Via Salaria, in August Pauly e Georg Wissowa, Realencyclopädie der classischen Altertumswissenschaft, a cura di Wilhelm Kroll, Paulys Realencyclopädie der classischen Altertumswissenschaft: neue Bearbeitung, Stuttgart, J. B. Metzler, 1973,  pp. 1643-1656.
- Silvia Barbetta, La via Caecilia da Roma ad Amiternum, in G. Paci. e E. Catani (a cura di), La Salaria in età antica, Atti del convegno, Ascoli Piceno - Offida - Rieti 2-4 ottobre 1997, Roma, 2000,  pp. 47-64.
- Maria P. Guidobaldi, La via Caecilia: riflessioni sulla cronologia e sul percorso di una via publica romana, in G. Paci. e E. Catani (a cura di), La Salaria in età antica, Atti del convegno, Ascoli Piceno - Offida - Rieti 2-4 ottobre 1997, Roma, 2000,  pp. 227-291.
- Valentina Savini e Vincenzo Torrieri, La Via Sacra d'Interamnia alla luce dei recenti scavi, Teramo, Soprintendenza per i Beni Archeologici dell'Abruzzo, 2002.
- Sandro Zenodocchio, Via Salaria (Via Caecilia), in Antica viabilità in Abruzzo, Classici d'Abruzzo, L'Aquila, Rea, 2008,  pp. 117-149.
- Sandro Zenodocchio, Via Interocrium - Amiternum - Beregra - Hadria, in Antica viabilità in Abruzzo, Classici d'Abruzzo, L'Aquila, Rea, 2008,  pp. 164-174.
- Sandro Zenodocchio, Via Interamnia - Castrum Novum, in Antica viabilità in Abruzzo, Classici d'Abruzzo, L'Aquila, Rea, 2008,  pp. 175-193.
- Filippo Coarelli, Via Caecilia e Via Salaria. Una proposta, in Archeologia Classica, Vol. 67, L’Erma di Bretschneider, 2016,  pp. 215-232.
- Sonia Antonelli, Ancora sulla via Caecilia... ripercorrendo le strade del territorio di Aprutium, in SPOLIA Annual Journal of Medieval Studies, Anno XVIII, n. 8, SPOLIA edizioni, 2022,  pp. 363-392.
«Il contributo intende fornire una revisione dei dati disponibili sulla viabilità antica nel territorio di Aprutium, l’area settentrionale dell’attuale regione Abruzzo, con particolare riferimento alla celebre via Cecilia. In passato l’argomento ha beneficiato di numerosi studi di carattere storico-epigrafico; tuttavia, questi studi spesso non hanno tenuto sufficientemente conto della relazione delle strade con gli insediamenti e con le caratteristiche del territorio. Soprattutto la ricostruzione fornita finora per il tracciato della via Cecilia e la sua identificazione hanno risentito di un “equivoco” di fondo circa il luogo e le circostanze del rinvenimento del miliare di Vallorina (Sant’Omero, TE). Si cercherà di chiarire questo equivoco e di fornire una prospettiva diversa.»
- Alessandro Betori e Carlo Virili, Per Appenninum munienda. La via Salaria/Caecilia alla luce delle nuove evidenze di archeologia preventiva nel territorio di Antrodoco (PDF), in Landscape5, Una sintesi di elementi diacronici - Giustapposizione e contrapposizione nelle ricerche interdisciplinari sul paesaggio antico, Atti del convegno, Padova - 23 maggio 2024, Borgoricco, 24 maggio 2024, Padova, in fase di pubblicazione.

### Ulteriori letture

#### Sulle strade romane e la loro costruzione
- T.P. Wiseman, Roman Republican Road-Building, in Papers of the British School at Rome, n. 38, Cambridge, Cambridge University Press, 1970,  pp. 122-152, DOI:10.1017/S0068246200011223.
- (EN) Raymond Chevallier, Roman Roads, Los Angeles, University of California Press, 1976.
- Lorenzo Quilici, La costruzione delle strade nell'Italia romana (PDF), in Ocnus - Quaderni della Scuola di Specializzazione in Archeologia, vol. 14, 2006,  pp. 157-205.
- Sandro Zenodocchio, Parte generale, in Antica viabilità in Abruzzo, Classici d'Abruzzo, L'Aquila, Rea, 2008,  pp. 18-64.
- Mariavittoria Antico Gallina, "Munire viam": un significato ammissibile., in Istituto Lombardo - Accademia di Scienze e Lettere • Rendiconti di Lettere, n. 142, 2008,  pp. 371-396.
- (EN) Filippo Carlà-Uhink, 4. The Impact of Roman Roads on Landscape and Space: The Case of Republican Italy, in Raymond Chevallier, The Impact of the Roman Empire on Landscapes, a cura di Marietta Horster e Nikolas Hächler, Amsterdam, Brill, 2021,  pp. 69-91, DOI:10.1163/9789004411449_005.

#### Sulle magistrature romane e le loro competenze nella costruzione delle strade
- Andrea Trisciuoglio, Cap.3 - Opus Publicum Faciendum Locare - La fornitura dei materiali e della manodopera. (PDF), in "Sarta tecta, ultrotributa, opus publicum faciendum locare". Sugli appalti relativi alle opere pubbliche nell'età repubblicana e augustea, Napoli, Jovene Editore, 1998,  pp. 91-93.
«Il De Ruggiero, per venire al punto che qui interessa, ha integrato l’«ope.» della linea relativa alla prima adtributio a Q. Panfilo («[pecuni]a adtributa est, populo const./ [HS...] Q. Pamphilo mancupi et ope.») con un «operis», e ha congetturato che vi fosse nel contratto d’appalto, cui allude l’epigrafe, una clausola che regolava in qualche modo il pagamento e publico degli operai. L’integrazione proposta dal De Ruggiero, tuttavia, non mi pare condivisibile. Essa, in particolare, lascerebbe da chiarire per quale motivo l'adtributio anche a favore degli operai avesse riguardato uno solo dei mancipes che avevano preso in conduzione i lavori (Q. Panfilo), e non anche gli altri. Mi sembra pertanto più verosimile credere, insieme al Nicolet, che «ope.» sia un appellativo (i.e. «operario» o «operis magistro») di Q. Panfilo, che richiama una sua effettiva partecipazione — che, di per sé, il termine manceps non pare evocare — ai lavori di riparazione.»
- (EN) Matthew Dillon e Lynda Garland, The Public Face of Rome - Comunications and Public Works, in Ancient Rome: A Sourcebook, London, Routledge, 2013,  p. 60, ISBN 8836532950.
- (EN) Anne Kolb, Communications and Mobility in the Roman Empire, in C. Bruun e J. Edmondson (a cura di), Oxford Handbook of Roman Epigraphy, Oxford, Oxford Press, 2014,  pp. 649-670.
- (EN) Francisco Pina Polo e Alejandro Díaz Fernández, Conservation of roads, in The Quaestorship in the Roman Republic, Berlin, Walter de Gruyter GmbH & Co KG, 2019,  pp. 105-107.

#### Sulla viabilità romana nel Centro Italia
- Touring Club Italiano, Le strade collegate alla Via Salaria, in Le strade dell'Italia Romana, collana Guide cultura, Touring Editore, 2004, ISBN 8836532950.

##### Viabilità nella Sabina antica
- Niccolò Persichetti, Delle pretese vie di Annibale e Metella e del milliario CXIX di S. Omero, in Viaggio archeologico sulla via Salaria nel circondario di Cittaducale, Tipografia della Regia Accademia dei Lincei, 1893. (Google Books)
- Niccolò Persichetti, La Salaria nei dintorni di Roma e Rieti, in Bullettino dell'Imperiale Istituto Archeologico Germanico - Sezione romana, Vol. XXIV, Rom, Loescher & Co, 1909,  pp. 121-169, 208-255.
- Niccolò Persichetti, La Salaria nei dintorni di Roma e Rieti - APPENDICE - I. Posteriori scoperte sulla Salaria. II. Della distanza di Amiternuin da Roma e del miliario LXXXIII., in Bullettino dell'Imperiale Istituto Archeologico Germanico - Sezione romana, Vol. XXIV, Rom, Loescher & Co, 1909,  pp. 233-242.
«Infine e da augurarsi che sviluppandosi sempre più la coltura e la civiltà, rafforzandosi il sentimento patrio ed il culto delle antichità, le future scoperte non siano trascurate ma siano anch'esse apprezzate e portate alla conoscenza dei dotti per vieppiù chiarire ciò che intorno all'andamento di questa via rimane ancora dubbio. (pag.238)»
- Thomas Ashby, Appunti sulla Salaria, in Bullettino dell'Imperiale Istituto Archeologico Germanico - Sezione romana, Vol. XXVII, Rom, Loescher & Co, 1912,  pp. 221-229.
«La via Salaria, con la sua diramazione la via Caecilia, è la sola delle vie antiche che partivano da Roma della quale esiste una descrizione moderna e ben fatta. Questa, come e noto a tutti i lettori delle Römische Mitteilungen, si deve al benemerito signor marchese Niccolò Persichetti [...] ma siccome i problemi topografici in Italia, per la loro complessità e per la ricchezza del materiale che ci si presenta, non si possono dire mai esauriti, mi sono permesso, essendomi occupato anch'io della topografia di alcune parti della via, di portare alcune aggiunte alle notizie copiose già dateci dal marchese Persichetti.»
- Andrea Staffa, La via Salaria nella bassa valle del Tronto, in G. Paci. e E. Catani (a cura di), La Salaria in età antica, Atti del convegno, Ascoli Piceno - Offida - Rieti 2-4 ottobre 1997, Roma, 2000,  pp. 417-436.
«Analisi del tracciato della via Salaria antica da Asculum (Ascoli Piceno), a Castrum Trentinum (Loc. Case Feriozzi di Martinsicuro), sul lato sud del fiume Tronto.»
- Paolo Camerieri, La viabilità (PDF), Falacrinae. Le origini di Vespasiano, Catalogo della mostra di Cittareale (RI), Museo Civico - Auditorium di S. Maria, 18 luglio 2009 - 10 gennaio 2010, Cittareale (RI), Roma, Edizioni Quasar, 2009,  pp. 39-44.
- Paolo Camerieri, Transumanza e agro centuriato in alta Sabina, interferenze e soluzioni gromatiche (PDF), Lazio e Sabina 7 - Atti del Convegno. Roma 9-11 marzo 2010, Roma, Edizioni Quasar, 2011.
- Emanuele Brucchietti, La Sabina: dalle transumanze alle Salarie romane, in Ileana Tozzi e Carlo Virili (a cura di), La via del sale, Via di civiltà. Atti del Convegno di Antrodoco del 14 maggio 2016, Santa Rufina di Cittaducale (Rieti), RiStampa Edizioni, 2018.

##### Viabilità antica nelle valli del Salto e del Turano
- Andrea Staffa, La viabilità romana nella valle del Turano, in Xenia, n. 6, 1983,  pp. 37-44.
- Elvira Migliario, La rete stradale del Cicolano tra antichità e medioevo (PDF), in Quaderni della Valle del Salto, n. 3, 2010,  p. 59. (su Google Books)
- Elvira Migliario, Viabilità antica e Alto Medioevale. La rete stradale del Cicolano e i suoi collegamenti con la valle del Turano e con l'Amiternino, in Uomini, terre e strade: aspetti dell'Italia centroappenninica fra antichità e alto Medioevo, vol. 1, 1995,  pp. 74-87. (su Academia.edu)

###### Viabilità nelle valli del Salto e del Turano nell'alto medioevo
- Andrea Staffa, L'assetto territoriale della Valle del Turano nell'altomedioevo, in Archeologia Classica, XXXVI, n. 6, 1984,  pp. 231-264.
- Andrea Staffa, L'assetto territoriale della Valle del Salto fra la tarda antichità ed il medioevo, in Xenia, n. 13, 1987,  pp. 45-84.
- Andrea Staffa, L’incastellamento nella valle del Turano (secc. X-XII), in Une région frontalière au Moyen Âge. Les vallées du Turano et du Salto entre Sabine et Abruzzes, Publications de l'École française de Rome, vol. 263, Roma, École Française de Rome, 2000,  pp. 167-207. PDF su Academia.edu.
- Elvira Migliario, Strutture della proprietà agraria in Sabina dall'età imperiale all'alto Medioevo, collana Università di Pavia Facoltà di Lettere e Filosofia 48 - Dipartimento di Scienze dell'Antichità, La Nuova Italia, 1988.
- Elvira Migliario, Per una storia delle strutture agrarie e territoriali nella valle del Turano tra Antichità e alto Medioevo: alcune riflessioni sulla massa Nautona e la massa Turana, in Une région frontalière au Moyen Âge. Les vallées du Turano et du Salto entre Sabine et Abruzzes, collana Publications de l'École Française de Rome, Roma, École Française de Rome, 2000,  pp. 53-65. su Academia.edu

##### Viabilità antica in Abruzzo
- Robert Gardner, The Via Claudia Nova, in The Journal of Roman Studies, vol. 3, Cambridge, Cambridge University Press, November 1913,  pp. 205-232.
- Robert Gardner, The Via Claudia Valeria, in Papers of the British School at Rome, vol. 9, Cambridge, Cambridge University Press, 1920,  pp. 75-106.
- Sandro Zenodocchio, Via Salaria (Via Caecilia), in Antica viabilità in Abruzzo, Classici d'Abruzzo, L'Aquila, Rea, 2008,  pp. 117-149.

##### Viabilità antica nella valle del Vomano
- Giammario Sgattoni, Strade e commerci di ieri e di oggi. Scoperto a Valle San Giovanni un "miliario" della "Via del Batino", in Notizie dell'Economia, n. 3-4, Teramo, Camera di Commercio, 1993,  pp. 60-66.
- Giammario Sgattoni, Strade e commerci di ieri e di oggi. Roma attraversò le montagne per i traffici con Hatria e Interamnia, in Notizie dell'Economia, n. 5-6, Teramo, Camera di Commercio, 1993,  pp. 97-106.

### Il contesto storico nella realizzazione della via Caecilia
- (EN) Oliva Menozzi, Chapt.1: Historical Geography, in From Safin to Roman: Cultural Change and Hybridization in Central Adriatic Italy, Oxford, Archaeopress Publishing Ltd., Oxford, 2024,  pp. 17-40.
- (EN) Kathryn Lomas, Chapter 12. Whether Samnite or Roman shall rule Italy: the Samnite wars and the conquest of Italy, in The Rise of Rome, Cambridge (MA,USA), Belknap Press, 2018,  p. 260, ISBN 9780674659650.
- Maria Paola Guidobaldi, C. Sornatius C. F.Vel. Barba : una breve nota sul legato di Lucullo in Asia, in Cahiers du Centre Gustave Glotz, n. 7, 1996,  pp. 263-268, DOI:10.3406/ccgg.1996.1411.

### Atlanti Storici
- Gustav Droysen, Droysens Allgemeiner Historischer Handatlas, Leipzig, Velhagen & Klasing, 1886.(su Maproom.org)
- William Shepherd, Historical Atlas, New York, Henry Holt and Company, 1911.